# Presidência de Harry S. Truman
O mandato de Harry S. Truman como 33º Presidente dos Estados Unidos começou em 12 de abril de 1945, após a morte do presidente Franklin D. Roosevelt, e terminou em 20 de janeiro de 1953. Ele era vice-presidente há apenas 82 dias quando assumiu a presidência. Truman, um democrata do Missouri, concorreu e venceu um mandato completo de quatro anos na eleição presidencial de 1948, na qual derrotou por pouco o candidato republicano Thomas E. Dewey e o candidato Dixiecrata Strom Thurmond. Embora isento da recém-ratificada Vigésima Segunda Emenda, Truman retirou sua candidatura para um segundo mandato completo na eleição presidencial de 1952 devido à sua baixa popularidade. Ele foi sucedido pelo republicano Dwight D. Eisenhower.

A presidência de Truman foi um ponto de virada nas relações exteriores, pois os Estados Unidos adotaram uma política externa internacionalista e renunciaram ao isolacionismo. Durante seu primeiro ano no cargo, Truman aprovou os bombardeios atômicos de Hiroshima e Nagasaki e posteriormente aceitou a rendição do Japão, o que marcou o fim da Segunda Guerra Mundial. Após a Segunda Guerra Mundial, ele ajudou a estabelecer as Nações Unidas e outras instituições do pós-guerra. As relações com a União Soviética declinaram depois de 1945 e, em 1947, os dois países entraram em um longo período de tensão e preparação para a guerra, conhecido como Guerra Fria, durante o qual uma guerra acirrada com Moscou foi evitada. Truman rompeu com o ex-vice-presidente de Roosevelt, Henry A. Wallace, que pediu amizade com Moscou e concorreu como candidato presidencial pelo Partido Progressista em 1948. Em 1947, Truman promulgou a Doutrina Truman, que exigia que os Estados Unidos impedissem a disseminação do comunismo por meio de ajuda estrangeira à Grécia e à Turquia. Em 1948, o Congresso controlado pelos republicanos aprovou o Plano Marshall, um enorme pacote de ajuda financeira projetado para reconstruir a Europa Ocidental. Em 1949, o governo Truman projetou e presidiu a criação da OTAN, uma aliança militar de países ocidentais projetada para impedir a expansão do poder soviético para o oeste.
Truman propôs uma ambiciosa agenda liberal nacional conhecida como Fair Deal. No entanto, quase todas as suas iniciativas foram bloqueadas pela coalizão conservadora de republicanos e democratas conservadores do Sul. Os republicanos assumiram o controle do Congresso nas eleições de 1946, após a onda de greves de 1945-1946. Truman sofreu outra grande derrota pela coalizão conservadora quando o 80º Congresso aprovou a Lei Taft-Hartley, apesar de seu veto. Ela reverteu parte da legislação pró-sindicato que era central para o New Deal. Quando Robert A. Taft, o senador republicano conservador, inesperadamente apoiou a Lei de Habitação de 1949, Truman alcançou um novo programa liberal. Truman assumiu uma posição firme em relação aos direitos civis, ordenando direitos iguais nas forças armadas, para desgosto dos políticos brancos do Sul Profundo. Eles apoiaram um candidato de um terceiro partido, o "Dixiecrata", Strom Thurmond, em 1948. Mais tarde, Truman pressionou pela integração dos militares na década de 1950. Durante sua presidência, os temores de espionagem soviética levaram ao Pânico Vermelho; Truman denunciou aqueles que faziam acusações infundadas de simpatias soviéticas, mas também expurgou funcionários federais de esquerda que se recusaram a repudiar o comunismo.
Quando a Coreia do Norte comunista invadiu a Coreia do Sul em 1950, Truman enviou tropas americanas para impedir a queda da Coreia do Sul. Após os sucessos iniciais, no entanto, a guerra chegou a um impasse que durou até os últimos anos da presidência de Truman. Truman deixou o cargo como um dos presidentes mais impopulares do século XX, principalmente devido à Guerra da Coreia e sua então controversa decisão de demitir o General Douglas MacArthur, resultando em uma enorme perda de apoio. Na eleição presidencial de 1952, Eisenhower fez campanha com sucesso contra o que denunciou como fracassos de Truman: "Coreia, comunismo e corrupção". No entanto, Truman manteve uma forte reputação entre os acadêmicos, e sua reputação pública acabou se recuperando na década de 1960. Em pesquisas com historiadores e cientistas políticos, Truman é geralmente classificado como um dos dez maiores presidentes.

## Ascensão

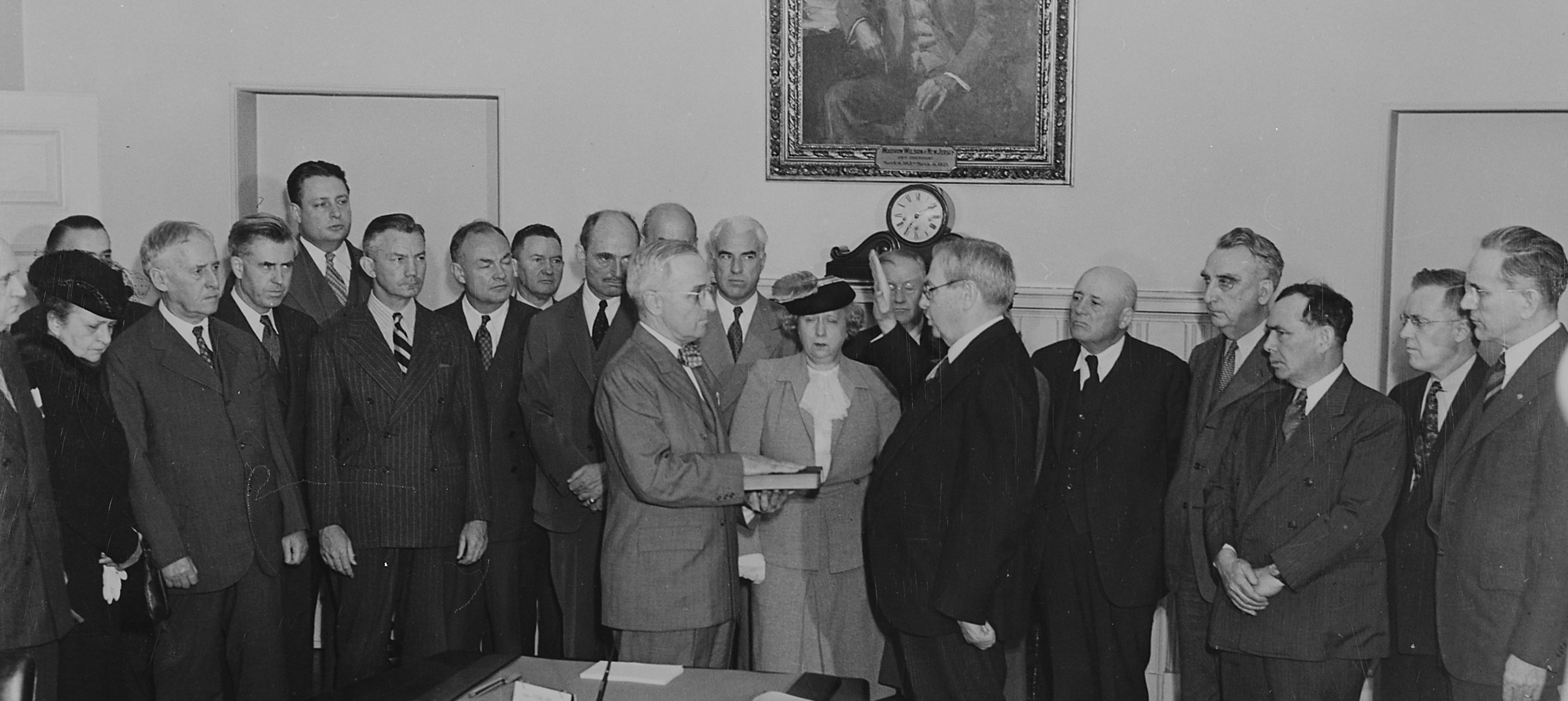
Truman é empossado como 33º presidente dos Estados Unidos pelo presidente do Supremo Tribunal Harlan F. Stone na Sala do Gabinete da Casa Branca, enquanto Bess Truman observa.

O presidente Franklin D. Roosevelt buscou a reeleição na eleição presidencial de 1944. Roosevelt pessoalmente favoreceu o atual vice-presidente Henry A. Wallace ou James F. Byrnes como seu companheiro de chapa. No entanto, Wallace era impopular entre os conservadores do Partido Democrata. Byrnes, um ex-católico, foi contestado por muitos liberais e católicos. A pedido dos líderes do partido, Roosevelt concordou em concorrer com Truman, que era aceitável para todas as facções do partido, e Truman foi nomeado vice-presidente na Convenção Nacional Democrata de 1944. 
Os democratas mantiveram o controle do Congresso e da presidência nas eleições de 1944, e Truman assumiu o cargo de vice-presidente em janeiro de 1945. Ele não teve nenhum papel importante na administração e não foi informado sobre acontecimentos importantes, como a bomba atômica. Em 12 de abril de 1945, Truman foi convocado com urgência à Casa Branca, onde foi recebido por Eleanor Roosevelt, que o informou que o presidente estava morto. Chocado, Truman perguntou à Sra. Roosevelt: "Há algo que eu possa fazer por você?", ao que ela respondeu: "Há algo que possamos fazer por você? Pois você é quem está em apuros agora."  No dia seguinte à posse, Truman falou aos repórteres: "Rapazes, se vocês alguma vez rezarem, rezem por mim agora. Não sei se vocês já tiveram um fardo de feno caindo sobre vocês, mas quando me contaram o que aconteceu ontem, senti como se a lua, as estrelas e todos os planetas tivessem caído sobre mim."  A opinião favorável bipartidária deu ao novo presidente uma lua de mel. 

## Administração

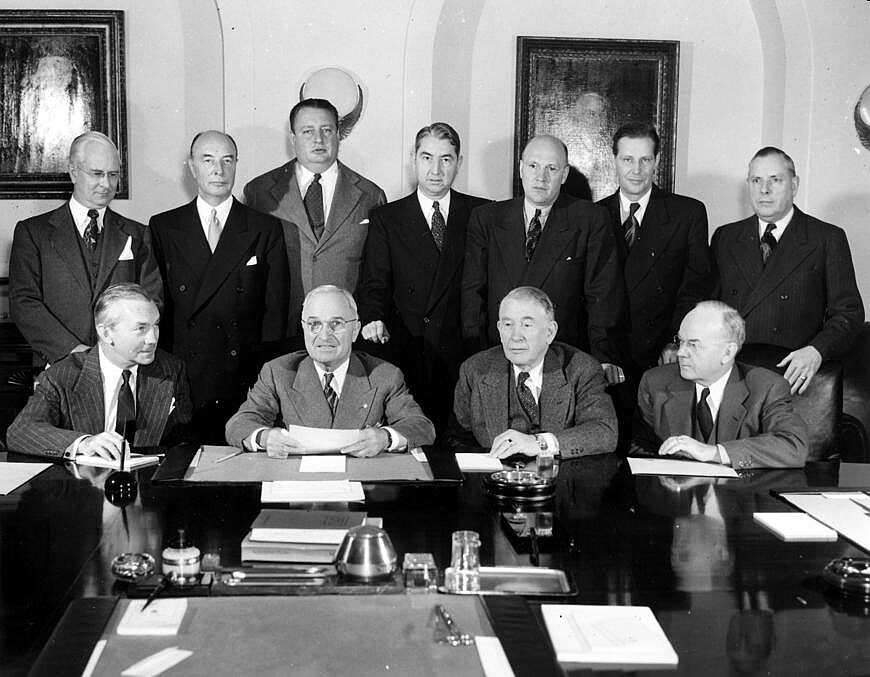
Gabinete de Truman, 1949

Truman delegou grande autoridade aos membros de seu gabinete, insistindo apenas que ele desse a aprovação formal final a todas as decisões. Depois de se livrar dos remanescentes de Roosevelt, os membros do gabinete eram, em sua maioria, velhos confidentes. A Casa Branca tinha uma péssima equipe, com não mais do que uma dúzia de assessores; eles mal conseguiam dar conta do pesado fluxo de trabalho de um departamento executivo bastante expandido. Truman atuou como seu próprio chefe de gabinete, bem como seu próprio contato com o Congresso, um órgão que ele já conhecia muito bem. Ele delegou assuntos menos importantes aos seus Conselheiros Especiais, Samuel Rosenman de 1945 a 1946, Clark Clifford de 1946 a 1950 e Charles S. Murphy de 1950 a 1953. Ele não estava bem preparado para lidar com a imprensa. Cheio de raiva latente por todos os contratempos em sua carreira, ele desconfiava profundamente dos jornalistas, vendo-os como inimigos à espreita de seu próximo erro descuidado. Truman era um trabalhador muito esforçado, muitas vezes chegando ao ponto da exaustão, o que o deixava irritado e prestes a parecer pouco presidencial. Ele discutiu questões importantes em profundidade com o gabinete e outros conselheiros, como a bomba atômica, o Plano Truman, a Guerra da Coreia ou a demissão do General MacArthur. Ele dominava os detalhes do orçamento federal tão bem quanto qualquer um. A miopia de Truman dificultava a leitura de textos datilografados, e ele era péssimo em discursos preparados. No entanto, a sua raiva visível fez dele um orador eficaz, denunciando os seus inimigos enquanto os seus apoiantes gritavam-lhe: “Dá-lhes o inferno, Harry!”  
A princípio, Truman pediu a todos os membros do gabinete de Roosevelt que permanecessem no cargo por enquanto, mas no final de 1946, apenas um nomeado por Roosevelt, o Secretário da Marinha James Forrestal, permaneceu.  Fred M. Vinson sucedeu o secretário do Tesouro Henry Morgenthau Jr. em julho de 1945. Truman nomeou Vinson para a Suprema Corte em 1946 e John Wesley Snyder foi nomeado Secretário do Tesouro.  Truman rapidamente substituiu o Secretário de Estado Edward Stettinius Jr. por James F. Byrnes, um velho amigo dos tempos do Senado. No entanto, Byrnes logo perdeu a confiança de Truman com sua política conciliatória em relação a Moscou no final de 1945,  e foi substituído pelo ex-general George Marshall em janeiro de 1947. O subsecretário de Estado Dean Acheson foi a principal força nas relações exteriores, juntamente com um grupo de conselheiros conhecidos como "Homens Sábios", Marshall emergiu como o rosto da política externa de Truman. 
Em 1947, Forrestal tornou-se o primeiro Secretário de Defesa, supervisionando todos os ramos das Forças Armadas dos Estados Unidos.  Um colapso mental o levou à aposentadoria em 1949, e ele foi substituído sucessivamente por Louis A. Johnson, Marshall e, finalmente, Robert A. Lovett.  Acheson foi Secretário de Estado de 1949 a 1953. Truman frequentemente nomeava amigos pessoais de longa data, às vezes para cargos muito além de sua competência. Esses amigos incluíam Vinson, Snyder e o assessor militar Harry H. Vaughan.   Fora do gabinete, Clark Clifford e John R. Steelman eram funcionários que lidavam com assuntos menores, enquanto Truman agia como seu próprio chefe de gabinete em questões importantes. 

### Vice-presidência
O cargo de vice-presidente permaneceu vago durante o primeiro mandato de Truman (3 anos e 253 dias de mandato parcial), já que a Constituição não tinha nenhuma disposição para preencher uma vaga antes da ratificação da Vigésima Quinta Emenda em 1967. Até a aprovação da Lei de Sucessão Presidencial de 1947, o Secretário de Estado era o próximo na linha de sucessão presidencial. Após a aprovação da lei em julho de 1947, o presidente da Câmara se tornou o próximo na linha de sucessão. Durante diferentes momentos do primeiro mandato de Truman, o Secretário de Estado Stettinius, o Secretário de Estado Byrnes, o Secretário de Estado Marshall, o Presidente Joseph Martin e o Presidente Sam Rayburn teriam sucedido na presidência se Truman deixasse o cargo. Alben Barkley foi companheiro de chapa de Truman na eleição de 1948 e tornou-se vice-presidente durante o segundo mandato de Truman. Truman o incluiu nas deliberações do Gabinete. 

## Nomeações judiciais
Truman fez quatro nomeações para a Suprema Corte dos Estados Unidos.  Após a aposentadoria de Owen Roberts em 1945, Truman nomeou o senador republicano Harold Hitz Burton, de Ohio, para a Suprema Corte. Roberts era o único juiz remanescente na Suprema Corte que não havia sido nomeado ou elevado ao cargo de presidente do Supremo Tribunal por Roosevelt, e Truman acreditava que era importante nomear um republicano para suceder Roberts. O presidente do Supremo Tribunal Harlan F. Stone morreu em 1946, e Truman nomeou o secretário do Tesouro Fred M. Vinson como sucessor de Stone. Duas vagas surgiram em 1949 devido às mortes de Frank Murphy e Wiley Blount Rutledge. Truman nomeou o procurador-geral Tom C. Clark para suceder Murphy e o juiz federal de apelação Sherman Minton para suceder Rutledge. Vinson serviu por apenas sete anos antes de sua morte em 1953, enquanto Minton renunciou à Suprema Corte em 1956. Burton serviu até 1958, frequentemente se juntando ao bloco conservador liderado por Felix Frankfurter . Clark serviu até 1967, emergindo como um importante voto decisivo no Tribunal Vinson e no Tribunal Warren.  Além de suas nomeações para a Suprema Corte, Truman também nomeou 27 juízes para os tribunais de apelação e 101 juízes para os tribunais distritais federais.

## Fim da Segunda Guerra Mundial
Em abril de 1945, as potências aliadas estavam perto de derrotar a Alemanha, mas o Japão continuou sendo um adversário formidável na Guerra do Pacífico.  Como vice-presidente, Truman não tinha conhecimento das principais iniciativas relacionadas com a guerra, incluindo o ultrassecreto Projeto Manhattan, que estava prestes a testar a primeira bomba atómica do mundo.   Embora Truman tenha sido informado brevemente na tarde de 12 de abril que os Aliados tinham uma nova arma altamente destrutiva, foi somente em 25 de abril que o Secretário de Guerra Henry Stimson lhe contou os detalhes da bomba atômica, que estava quase pronta.  A Alemanha se rendeu em 8 de maio de 1945, encerrando a guerra na Europa. A atenção de Truman voltou-se para o Pacífico, onde esperava terminar a guerra o mais rapidamente possível e com o mínimo de despesas em vidas ou fundos governamentais. 

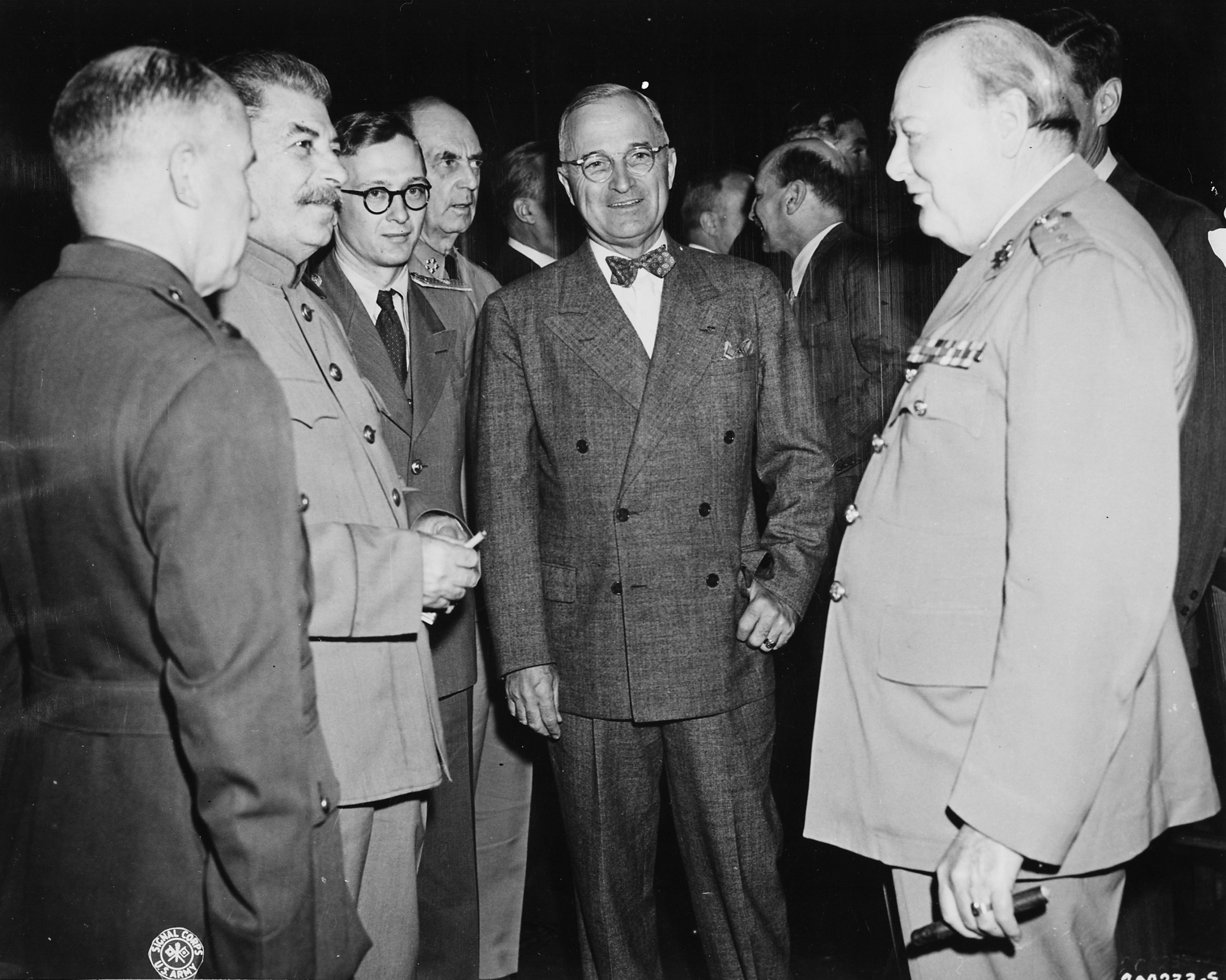
Josef Stalin, Harry S. Truman e Winston Churchill em Potsdam, julho de 1945

Com o fim da guerra se aproximando, Truman voou para Berlim para a Conferência de Potsdam, para se encontrar com o líder soviético Josef Stalin e o líder britânico Winston Churchill sobre a ordem do pós-guerra. Várias decisões importantes foram tomadas na Conferência de Potsdam: a Alemanha seria dividida em quatro zonas de ocupação (entre as três potências e a França), a fronteira da Alemanha seria deslocada para oeste até a linha Oder-Neisse, um grupo apoiado pelos soviéticos seria reconhecido como o governo legítimo da Polônia e o Vietnã seria dividido no paralelo 16.  A União Soviética também concordou em lançar uma invasão da Manchúria controlada pelos japoneses.  Durante a Conferência de Potsdam, Truman foi informado de que o teste Trinity da primeira bomba atômica em 16 de julho havia sido bem-sucedido. Ele deu a entender a Stalin que os EUA estavam prestes a usar um novo tipo de arma contra os japoneses. Embora esta tenha sido a primeira vez que os soviéticos receberam oficialmente informações sobre a bomba atómica, Stalin já estava ciente do projeto da bomba, tendo aprendido sobre ele através de espionagem muito antes de Truman. 

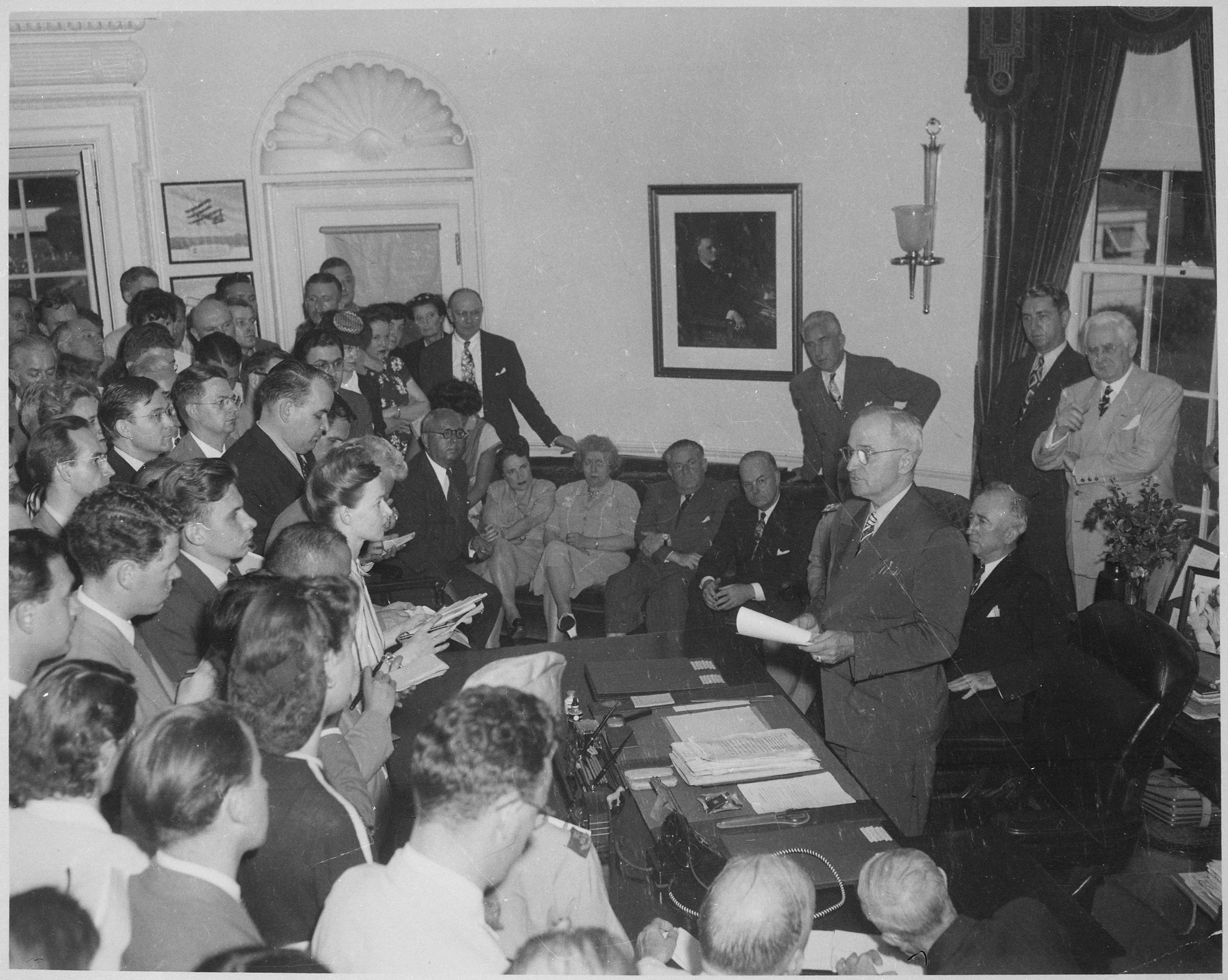
Truman anuncia a rendição do Japão. Washington, DC, 14 de agosto de 1945

Em agosto de 1945, o governo japonês ignorou as exigências de rendição especificadas na Declaração de Potsdam. Com o apoio da maioria de seus assessores, Truman aprovou o cronograma dos planos militares para lançar bombas atômicas nas cidades japonesas de Hiroshima e Nagasaki . Hiroshima foi bombardeada em 6 de agosto e Nagasaki três dias depois, deixando aproximadamente 135.000 mortos; outros 130.000 morreriam de doenças causadas pela radiação e outras doenças relacionadas com bombas nos cinco anos seguintes.  Depois que a União Soviética invadiu a Manchúria, o Japão concordou em se render em 10 de agosto, com a única condição de que o Imperador Hirohito não fosse forçado a abdicar; após algum debate interno, o governo Truman aceitou esses termos de rendição.  
A decisão de lançar bombas atómicas sobre Hiroshima e Nagasaki provocou longos debates.  Os apoiantes dos bombardeamentos argumentam que, dada a tenaz defesa japonesa das ilhas periféricas, os bombardeamentos salvaram centenas de milhares de vidas que teriam sido perdidas se tivessem invadido o Japão continental.  Após deixar o cargo, Truman disse a um jornalista que o bombardeio atômico "foi feito para salvar 125.000 jovens do lado americano e 125.000 do lado japonês de serem mortos e foi isso que aconteceu. Provavelmente também salvou meio milhão de jovens de ambos os lados de serem mutilados para o resto da vida."  Truman também foi motivado pelo desejo de acabar com a guerra antes que a União Soviética pudesse invadir os territórios controlados pelos japoneses e estabelecer governos comunistas.  Críticos, como o comandante aliado e sucessor de Truman, Dwight D. Eisenhower, argumentaram que o uso de armas nucleares era desnecessário, dado que táticas convencionais como bombardeios incendiários e bloqueios poderiam induzir a rendição do Japão sem a necessidade de tais armas.   

## Relações exteriores
Os principais conselheiros de Truman vieram do Departamento de Estado, especialmente Dean Acheson. As principais questões da política externa dos Estados Unidos durante incluem: 
- Os estágios finais da Segunda Guerra Mundial incluíram o problema de derrotar o Japão com o mínimo de baixas americanas. Truman pediu a Moscou que invadisse pelo norte e decidiu lançar duas bombas atômicas. [36]
- Reconstrução pós-guerra: Após o fim da Segunda Guerra Mundial, Truman enfrentou a tarefa de reconstruir a Europa e o Japão. Ele implementou o Plano Marshall para fornecer ajuda econômica à Europa e Washington supervisionou a reconstrução do Japão. [37]
- Formação das Nações Unidas: Truman desempenhou um papel fundamental na formação das Nações Unidas, que foram criadas em 1945 para promover a cooperação internacional e evitar outra guerra mundial. Devido ao veto soviético, foi ineficaz na maioria das disputas importantes. [38]
- Guerra Fria: Truman liderou a nação na Guerra Fria em 1947, um período de tensões e rivalidades intensas entre os Estados Unidos e a União Soviética. Truman ajudou a formar a aliança militar da OTAN. Ele implementou a política de contenção, que visava impedir a propagação do comunismo e limitar a influência soviética em todo o mundo. [39]
- Guerra da Coreia: Em 1950, a Coreia do Norte invadiu a Coreia do Sul, levando a um conflito sangrento que durou até 1953. Truman autorizou a intervenção militar dos EUA no conflito, o que levou a uma guerra prolongada e custosa. Ele rejeitou o conselho do General Douglas MacArthur e o demitiu em 1951. [40]
- Corrida armamentista nuclear: Truman tomou a decisão de construir a bomba de hidrogênio. Ele supervisionou o desenvolvimento do arsenal nuclear dos EUA e o início da corrida às armas nucleares com a União Soviética, o que teve implicações de longo alcance para a política externa dos EUA. [41]

### Ordem internacional do pós-guerra

#### Nações Unidas
Nos seus últimos anos de mandato, Roosevelt promoveu várias iniciativas importantes para remodelar a política e a economia do pós-guerra e evitar os erros de 1919.   A principal dessas organizações era a Organização das Nações Unidas, uma organização intergovernamental semelhante à Liga das Nações, criada para ajudar a garantir a cooperação internacional. Quando Truman assumiu o cargo, os delegados estavam prestes a reunir-se na Conferência das Nações Unidas sobre Organização Internacional, em São Francisco.  Como um internacionalista wilsoniano, Truman apoiou fortemente a criação das Nações Unidas e assinou a Carta das Nações Unidas na Conferência de São Francisco. Truman não repetiu a tentativa partidária de Woodrow Wilson de ratificar o Tratado de Versalhes em 1919. Em vez disso, ele cooperou estreitamente com o senador Arthur H. Vandenberg e outros líderes republicanos para garantir a ratificação. A cooperação com Vandenberg, uma figura importante no Comitê de Relações Exteriores do Senado, provou ser crucial para a política externa de Truman, especialmente depois que os republicanos ganharam o controle do Congresso nas eleições de 1946.   A construção da sede das Nações Unidas na cidade de Nova York foi financiada pela Fundação Rockefeller e concluída em 1952.

#### Comércio e tarifas baixas
Em 1934, o Congresso aprovou a Lei de Tarifas Recíprocas, dando ao presidente uma quantidade sem precedentes de autoridade na definição de tarifas. A lei permitiu a criação de acordos recíprocos nos quais os EUA e outros países concordaram mutuamente em reduzir as taxas tarifárias.  Apesar da oposição significativa daqueles que eram a favor de tarifas mais elevadas, Truman conseguiu obter a extensão legislativa do programa de reciprocidade, e a sua administração chegou a vários acordos bilaterais que reduziram as barreiras comerciais.  O governo Truman também buscou reduzir ainda mais as tarifas globais por meio de negociações comerciais multilaterais, e o Departamento de Estado propôs a criação da Organização Internacional do Comércio (OIC). A ITO foi criada para ter amplos poderes para regular o comércio entre os países membros, e seu estatuto foi aprovado pelas Nações Unidas em 1948. No entanto, os amplos poderes do ITO geraram oposição no Congresso, e Truman se recusou a enviar a carta ao Senado para ratificação. Durante a criação da ITO, os EUA e outros 22 países assinaram o Acordo Geral sobre Tarifas e Comércio (GATT), um conjunto de princípios que regem a política comercial. Nos termos do acordo, cada país concordou em reduzir as tarifas gerais e tratar cada cosignatário como uma "nação mais favorecida", o que significa que nenhum país não signatário poderia se beneficiar de tarifas mais vantajosas. Devido a uma combinação da Lei da Tarifa Recíproca, do GATT e da inflação, as taxas tarifárias dos EUA caíram drasticamente entre a aprovação da Lei da Tarifa Smoot-Hawley em 1930 e o fim da administração Truman em 1953. 

#### Refugiados europeus
A Segunda Guerra Mundial deixou milhões de refugiados deslocados na Europa, especialmente ex-prisioneiros e trabalhadores forçados na Alemanha. Truman assumiu um papel de liderança para enfrentar o desafio.  Ele apoiou a nova Organização Internacional para os Refugiados (OIR), uma organização internacional temporária que ajudou a reassentar refugiados.  Os Estados Unidos também financiaram campos temporários e admitiram um grande número de refugiados como residentes permanentes. Truman obteve amplo financiamento do Congresso para a Lei de Pessoas Deslocadas de 1948, que permitiu que muitas das pessoas deslocadas da Segunda Guerra Mundial imigrassem para os Estados Unidos.  Das aproximadamente um milhão de pessoas reassentadas pelo IRO, mais de 400.000 se estabeleceram nos Estados Unidos. A questão mais controversa enfrentada pelo IRO era o reassentamento dos judeus europeus, muitos dos quais, com o apoio de Truman, foram autorizados a imigrar para a Palestina Mandatória controlada pelos britânicos.  A administração também ajudou a criar uma nova categoria de refugiado, o "fugitivo", na Convenção de Genebra de 1951 relativa ao Estatuto dos Refugiados. O Programa American Escapee começou em 1952 para ajudar na fuga e realocação de refugiados políticos do comunismo na Europa Oriental. A motivação para os programas de refugiados e fugitivos era dupla: humanitarismo e uso como arma política contra o comunismo desumano.  Truman também criou uma Comissão Presidencial para Pessoas Deslocadas, na qual participaram pessoas como Harry N. Rosenfield e Walter Bierlinger.  

#### Energia atômica e armas nucleares
Em março de 1946, num momento otimista para a cooperação do pós-guerra, o governo divulgou o Relatório Acheson-Lilienthal, que propunha que todas as nações se abstivessem voluntariamente de construir armas nucleares. Como parte da proposta, os EUA desmantelariam seu programa nuclear quando todos os outros países concordassem em não desenvolver ou adquirir armas nucleares. Temendo que o Congresso rejeitasse a proposta, Truman recorreu ao bem-relacionado Bernard Baruch para representar a posição dos EUA nas Nações Unidas. O Plano Baruch, amplamente baseado no Relatório Acheson-Lilienthal, não foi adotado devido à oposição do Congresso e da União Soviética. A União Soviética desenvolveria seu próprio arsenal nuclear, testando uma arma nuclear pela primeira vez em agosto de 1949. 
A Comissão de Energia Atômica dos Estados Unidos, dirigida por David E. Lilienthal até 1950, era responsável por projetar e construir armas nucleares sob uma política de controle civil total. Os EUA tinham apenas 9 bombas atômicas em 1946, mas o estoque cresceu para 650 em 1951.  Lilienthal queria dar alta prioridade aos usos pacíficos da tecnologia nuclear, especialmente usinas nucleares, mas o carvão era barato e a indústria energética não estava muito interessada em construir usinas nucleares durante o governo Truman. A construção da primeira central nuclear só começaria em 1954. 
O teste bem-sucedido de uma bomba atômica pela União Soviética em 1949 desencadeou um intenso debate sobre se os Estados Unidos deveriam prosseguir com o desenvolvimento da bomba de hidrogênio, muito mais poderosa.  Houve oposição à ideia por parte de muitos na comunidade científica e de alguns funcionários do governo, mas Truman acreditava que a União Soviética provavelmente desenvolveria a arma por si mesma e não estava disposto a permitir que os soviéticos tivessem tal vantagem.  Assim, no início de 1950, Truman tomou a decisão de avançar com a bomba H.  O primeiro teste de armamento termonuclear foi realizado pelos Estados Unidos em 1952; a União Soviética realizaria seu próprio teste termonuclear em agosto de 1953. 

### Início da Guerra Fria, 1945–1949

#### Tensões crescentes, 1945–1946

Após a Segunda Guerra Mundial, os Estados Unidos, a França, a Grã-Bretanha e a União Soviética assumiram o controlo das zonas de ocupação na Alemanha e da capital alemã, Berlim.

A Segunda Guerra Mundial alterou drasticamente o sistema internacional, pois nações outrora poderosas como Alemanha, França, Japão e até mesmo a URSS e a Grã-Bretanha foram devastadas. No final da guerra, apenas os Estados Unidos e a União Soviética tinham capacidade de exercer influência, e uma estrutura de poder internacional bipolar substituiu a estrutura multipolar do período entreguerras.  Ao assumir o cargo, Truman via a União Soviética como um "governo policial puro e simples", mas inicialmente relutou em adotar uma linha dura em relação a ela, pois esperava trabalhar com Stalin após a Segunda Guerra Mundial.  As suspeitas de Truman aumentaram à medida que os soviéticos consolidavam o seu controlo no Leste Europeu ao longo de 1945, e o anúncio em fevereiro de 1946 do plano quinquenal soviético tornou as relações ainda mais tensas, uma vez que apelava à contínua intensificação do exército soviético.  Na Conferência de Moscou de dezembro de 1945, o Secretário de Estado Byrnes concordou em reconhecer os governos pró-soviéticos nos Bálcãs, enquanto a liderança soviética aceitou a liderança dos EUA na ocupação do Japão. As concessões dos EUA na conferência irritaram outros membros da administração Truman, incluindo o próprio Truman.  No início de 1946, tornou-se claro para Truman que a Grã-Bretanha e os Estados Unidos teriam pouca influência na Europa Oriental dominada pelos soviéticos. 
Henry Wallace, Eleanor Roosevelt e muitos outros proeminentes New Dealers continuaram a ter esperanças de relações de cooperação com a União Soviética.  Alguns liberais, como Reinhold Niebuhr, desconfiavam da União Soviética, mas acreditavam que os Estados Unidos não deveriam tentar conter a influência soviética na Europa Oriental, que os soviéticos viam como seu "cinturão de segurança estratégico".  Em parte por causa desse sentimento, Truman estava relutante em romper totalmente com a União Soviética no início de 1946,  mas ele adotou uma linha cada vez mais dura em relação à União Soviética ao longo do ano.  Ele aprovou privadamente o discurso de Winston Churchill de março de 1946 sobre a "Cortina de Ferro", que instou os Estados Unidos a assumirem a liderança de uma aliança antissoviética, embora não o tenha apoiado publicamente. 
Ao longo de 1946, surgiram tensões entre os Estados Unidos e a União Soviética em lugares como o Irã, que os soviéticos haviam ocupado parcialmente durante a Segunda Guerra Mundial. A pressão dos EUA e das Nações Unidas forçou finalmente a retirada dos soldados soviéticos.  A Turquia também surgiu como um ponto de discórdia, já que a União Soviética exigia o controle conjunto sobre os Dardanelos e o Bósforo, estreitos importantes que controlavam o movimento entre o Mar Negro e o Mar Mediterrâneo. Os EUA opuseram-se veementemente a esta proposta de alteração à Convenção de Montreux de 1936, que tinha concedido à Turquia o controlo exclusivo sobre os estreitos, e Truman enviou uma frota para o Mediterrâneo Oriental para mostrar o compromisso da sua administração com a região.  Moscou e Washington também discutiram sobre a Alemanha, que havia sido dividida em quatro zonas de ocupação. No discurso de Stuttgart de setembro de 1946, o Secretário de Estado Byrnes anunciou que os Estados Unidos não buscariam mais reparações da Alemanha e apoiariam o estabelecimento de um estado democrático. Os Estados Unidos, a França e a Grã-Bretanha concordaram em combinar as suas zonas de ocupação, formando eventualmente a Alemanha Ocidental.  No Leste Asiático, Truman negou o pedido soviético de reunificação da Coreia e recusou-se a permitir que os soviéticos (ou qualquer outro país) desempenhassem um papel na ocupação do Japão no pós-guerra. 
Em Setembro de 1946, Truman estava convencido de que a União Soviética procurava dominar o mundo e que a cooperação era inútil.  Ele adotou uma política de contenção, baseada num telegrama de 1946 do diplomata George F. Kennan.  A contenção, uma política de prevenção da expansão da influência soviética, representava uma posição intermédia entre a distensão amigável (como representada por Wallace) e a reversão agressiva para recuperar território já perdido para o comunismo, como seria adoptado em 1981 por Ronald Reagan.  A doutrina de Kennan baseava-se na noção de que a União Soviética era liderada por um regime totalitário intransigente e que os soviéticos eram os principais responsáveis pela escalada das tensões.  Wallace, que havia sido nomeado Secretário de Comércio após a eleição de 1944, renunciou ao gabinete em setembro de 1946 devido à posição endurecida de Truman em relação à União Soviética. 

### Doutrina Truman
No primeiro passo importante na implementação da contenção, Truman estendeu dinheiro à Grécia e à Turquia para impedir a propagação de governos alinhados com os soviéticos.  Antes de 1947, os EUA ignoraram em grande parte a Grécia, que tinha um governo anticomunista, porque estava sob influência britânica.  Desde 1944, os britânicos ajudaram o governo grego contra uma insurgência de esquerda, mas no início de 1947 os britânicos informaram aos Estados Unidos que não tinham mais condições de intervir na Grécia. A pedido de Acheson, que alertou que a queda da Grécia poderia levar à expansão da influência soviética por toda a Europa, Truman solicitou que o Congresso concedesse um pacote de ajuda sem precedentes de US$ 400 milhões à Grécia e à Turquia. Em um discurso de março de 1947 perante uma sessão conjunta do Congresso, Truman articulou a Doutrina Truman, que pedia aos Estados Unidos que apoiassem "pessoas livres que estão resistindo à tentativa de subjugação por minorias armadas ou por pressões externas". Superando aqueles que se opunham ao envolvimento dos EUA nos assuntos gregos, bem como aqueles que temiam que a ajuda enfraquecesse a cooperação pós-guerra, Truman obteve aprovação bipartidária do pacote de ajuda.  A votação do Congresso representou uma ruptura permanente com o não-intervencionismo que tinha caracterizado a política externa dos EUA antes da Segunda Guerra Mundial. 
Os Estados Unidos apoiaram o governo contra os comunistas na Guerra Civil Grega, mas não enviaram nenhuma força militar. A insurgência foi derrotada em 1949. Stalin e o líder iugoslavo Josip Broz Tito forneceram ambos ajuda aos insurgentes, mas uma disputa sobre a ajuda levou ao início de uma ruptura no bloco comunista.  A ajuda militar e econômica americana à Turquia também se mostrou eficaz, e a Turquia evitou uma guerra civil.   O governo Truman também forneceu ajuda ao governo italiano antes das eleições gerais de 1948. O pacote de ajuda, combinado com uma operação secreta da CIA, mobilização anticomunista pela Igreja Católica e pressão de proeminentes ítalo-americanos, ajudou a garantir uma derrota comunista nas eleições.  As iniciativas da Doutrina Truman solidificaram a divisão do pós-guerra entre os Estados Unidos e a União Soviética, e a União Soviética respondeu reforçando o seu controlo sobre a Europa de Leste.  Os países alinhados com a União Soviética ficaram conhecidos como Bloco Oriental, enquanto os EUA e seus aliados ficaram conhecidos como Bloco Ocidental.

### Reorganização militar e orçamentos
| Ano fiscal | % PIB |
| ---------- | ----- |
| 1945       | 38%   |
| 1946       | 21%   |
| 1948       | 5,0%  |
| 1950       | 4,6%  |
| 1952       | 13%   |

Aprendendo com os problemas organizacionais da guerra, a administração Truman reorganizou o exército e o sistema de inteligência para proporcionar um controlo mais centralizado e reduzir as rivalidades.  A Lei de Segurança Nacional de 1947 combinou e reorganizou todas as forças militares ao fundir o Departamento de Guerra e o Departamento da Marinha no Estabelecimento Militar Nacional (que mais tarde foi renomeado como Departamento de Defesa). A lei também criou a Força Aérea dos EUA, a Agência Central de Inteligência (CIA) e o Conselho de Segurança Nacional (NSC). A CIA e o NSC foram concebidos para serem órgãos consultivos não militares que aumentariam a preparação dos EUA contra ameaças estrangeiras sem assumir as funções internas do Federal Bureau of Investigation.  A Lei de Segurança Nacional institucionalizou o Estado-Maior Conjunto, que havia sido estabelecido temporariamente durante a Segunda Guerra Mundial. O Estado-Maior Conjunto assumiu o comando de todas as ações militares, e o Secretário de Defesa se tornou o principal conselheiro presidencial em assuntos militares. Em 1952, Truman consolidou e fortaleceu secretamente os elementos criptológicos dos Estados Unidos ao criar a Agência de Segurança Nacional (NSA).  Truman e Marshall também procuraram exigir um ano de serviço militar para todos os jovens, mas esta proposta falhou, pois nunca obteve mais do que um apoio modesto entre os membros do Congresso. 
Truman esperava que a Lei de Segurança Nacional minimizasse as rivalidades entre serviços, mas cada ramo manteve uma autonomia considerável e as batalhas sobre os orçamentos militares e outras questões continuaram.  Em 1949, o Secretário de Defesa Louis Johnson anunciou que cancelaria o chamado "superporta-aviões", que muitos na Marinha viam como uma parte importante do futuro do serviço.  O cancelamento desencadeou uma crise conhecida como "Revolta dos Almirantes", quando vários almirantes aposentados e da ativa discordaram publicamente da ênfase do governo Truman em bombas atômicas estratégicas mais baratas entregues pela força aérea. Durante as audiências no Congresso, a opinião pública mudou fortemente contra a Marinha, que acabou mantendo o controle da aviação marítima, mas perdeu o controle sobre o bombardeio estratégico. Os orçamentos militares após as audiências priorizaram o desenvolvimento de projetos de bombardeiros pesados para a força aérea, e os Estados Unidos acumularam uma força pronta para o combate de mais de 1.000 bombardeiros estratégicos de longo alcance, capazes de dar suporte a cenários de missões nucleares. 
Após o fim da Segunda Guerra Mundial, Truman deu baixa prioridade aos orçamentos de defesa — ele estava interessado em reduzir as despesas militares e tinha prioridades que queria abordar com os gastos internos.  Desde o início, ele assumiu que o monopólio americano sobre a bomba atômica era uma proteção adequada contra todas e quaisquer ameaças externas.  As despesas militares caíram de 39 por cento do PNB em 1945 para apenas 5 por cento em 1948,  mas as despesas de defesa em geral ainda eram oito vezes mais elevadas em dólares constantes do que tinham sido antes da guerra.  O número de militares caiu de pouco mais de 3 milhões em 1946 para aproximadamente 1,6 milhões em 1947, embora novamente o número de militares ainda fosse quase cinco vezes maior do que o dos EUA em 1939.  Esses saltos foram consideravelmente maiores do que os que ocorreram antes e depois da Guerra Hispano-Americana ou antes e depois dfa Primeira Guerra Mundial, indicando que algo fundamental havia mudado em relação à postura de defesa americana.  Juntamente com a decisão acima mencionada de avançar com a bomba H, Truman ordenou uma revisão das políticas militares dos EUA no que se refere ao planeamento da política externa.  O Conselho de Segurança Nacional elaborou o NSC 68, que pedia uma grande expansão do orçamento de defesa dos EUA, maior ajuda aos aliados dos EUA e uma postura mais agressiva na Guerra Fria. Apesar das crescentes tensões da Guerra Fria, Truman rejeitou o documento, pois não estava disposto a comprometer-se com maiores gastos com defesa.  A Guerra da Coreia convenceu Truman da necessidade de maiores gastos com defesa, e esses gastos aumentariam entre 1949 e 1953. 

Despesas do Plano Marshall por país

#### Plano Marshall
Os Estados Unidos encerraram o programa Lend-Lease em agosto de 1945, mas continuaram com um programa de empréstimos à Grã-Bretanha. Além disso, os EUA enviaram enormes remessas de alimentos para a Europa nos anos imediatamente a seguir ao fim da guerra.  Com o objetivo de conter a propagação do comunismo e aumentar o comércio entre os EUA e a Europa, o governo Truman elaborou o Plano Marshall, que buscava rejuvenescer as economias devastadas da Europa Ocidental.  Para financiar o Plano Marshall, Truman pediu ao Congresso que aprovasse uma verba sem precedentes e plurianual de 25 mil milhões de dólares. 
O Congresso, sob o controle dos republicanos conservadores, concordou em financiar o programa por vários motivos. A ala conservadora isolacionista do Partido Republicano, liderada pelo senador Kenneth S. Wherry, argumentou que o Plano Marshall seria "uma 'operação buraco de rato' desperdiçadora". Wherry sustentava que não fazia sentido se opor ao comunismo apoiando os governos socialistas na Europa Ocidental e que os produtos americanos chegariam à Rússia e aumentariam seu potencial de guerra. Wherry foi superado pela ala internacionalista emergente no Partido Republicano, liderada pelo senador Arthur H. Vandenberg. Com o apoio do senador republicano Henry Cabot Lodge Jr., Vandenberg admitiu que não havia certeza de que o plano teria sucesso, mas disse que ele interromperia o caos econômico, sustentaria a civilização ocidental e impediria a expansão soviética.  Ambas as câmaras do Congresso aprovaram a dotação inicial, conhecida como Lei de Assistência Estrangeira, por grandes maiorias, e Truman sancionou a lei em abril de 1948.  O Congresso acabaria por atribuir 12,4 mil milhões de dólares em ajuda ao longo dos quatro anos do plano. 
Além da ajuda, o Plano Marshall também se concentrou na eficiência da indústria americana e na remoção de tarifas e barreiras comerciais. Embora os Estados Unidos tenham permitido que cada beneficiário desenvolvesse seu próprio plano para a ajuda, eles estabeleceram diversas regras e diretrizes sobre o uso do financiamento. Os governos eram obrigados a excluir os comunistas, as políticas socialistas eram desencorajadas e orçamentos equilibrados eram favorecidos. Além disso, os Estados Unidos condicionaram a ajuda aos franceses e britânicos à aceitação da reindustrialização da Alemanha e ao apoio à integração europeia. Para evitar o agravamento das tensões, os EUA convidaram a União Soviética a tornar-se beneficiária do programa, mas estabeleceram termos que Estaline provavelmente rejeitaria.  A União Soviética se recusou a considerar aderir ao programa e vetou a participação de seus próprios satélites. Os soviéticos criaram o seu próprio programa de ajuda, o Plano Molotov, e os planos concorrentes resultaram na redução do comércio entre o bloco oriental e o bloco ocidental. 
O Plano Marshall ajudou as economias europeias a se recuperarem no final da década de 1940 e no início da década de 1950. Em 1952, a produtividade industrial havia aumentado em 35% em comparação aos níveis de 1938. O Plano Marshall também forneceu segurança psicológica essencial a muitos europeus, restaurando o otimismo em um continente devastado pela guerra. Embora os países europeus não tenham adotado as estruturas e ideias econômicas americanas no grau esperado por alguns americanos, eles permaneceram firmemente enraizados em sistemas econômicos mistos. O processo de integração europeia levou à criação da Comunidade Econômica Europeia, que acabou por constituir a base da União Europeia. 

#### Ponte Aérea de Berlim
Em reação às ações ocidentais visando reindustrializar suas zonas de ocupação alemãs, Stalin ordenou um bloqueio dos setores de Berlim controlados pelo Ocidente, que ficavam nas profundezas da zona de ocupação soviética. Estaline esperava impedir a criação de um estado da Alemanha Ocidental alinhado com os EUA ou, na sua falta, consolidar o controlo sobre a Alemanha Oriental.  Após o início do bloqueio em 24 de junho de 1948, o comandante da zona de ocupação americana na Alemanha, General Lucius D. Clay, propôs enviar uma grande coluna blindada através da zona soviética até Berlim Ocidental com instruções de se defender caso fosse detida ou atacada. Truman acreditava que isso implicaria em um risco inaceitável de guerra e, em vez disso, aprovou o plano de Ernest Bevin de abastecer a cidade bloqueada por via aérea. Em 25 de junho, os Aliados iniciaram a Ponte Aérea de Berlim, uma campanha que entregou alimentos e outros suprimentos, como carvão, usando aeronaves militares em grande escala. Nada parecido havia sido tentado antes, e nenhuma nação tinha capacidade, seja logística ou material, para realizá-lo. O transporte aéreo funcionou, e o acesso terrestre foi novamente concedido em 11 de maio de 1949. A Ponte Aérea de Berlim foi um dos grandes sucessos da política externa de Truman e ajudou significativamente na sua campanha eleitoral em 1948. 

#### OTAN

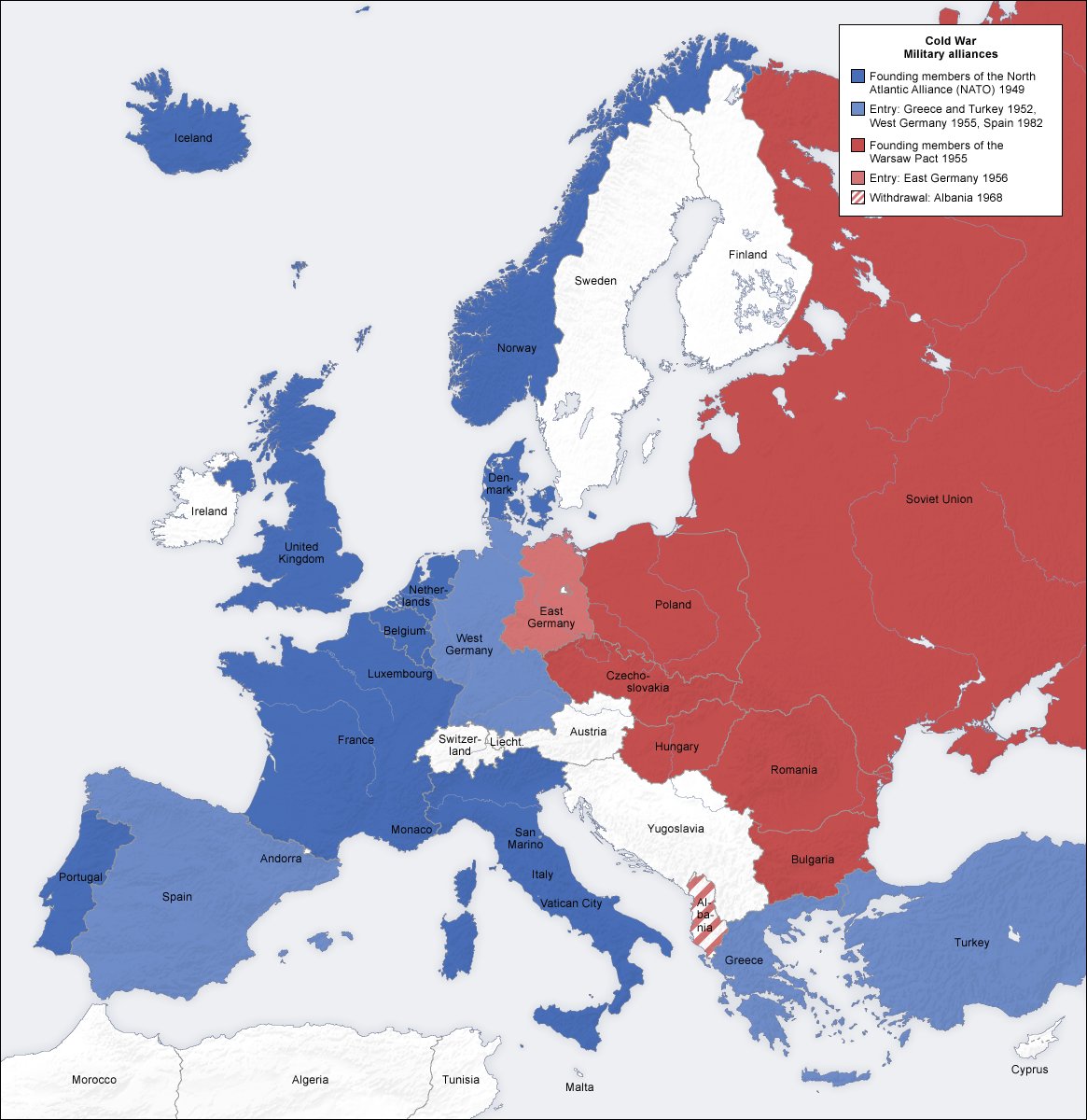
Mapa da OTAN e do Pacto de Varsóvia (criado em 1955). Os membros originais da OTAN estão sombreados em azul escuro.

As crescentes tensões com os soviéticos, juntamente com o veto soviético a inúmeras resoluções das Nações Unidas, convenceram Truman, o senador Vandenberg e outros líderes americanos da necessidade de criar uma aliança defensiva dedicada à segurança colectiva.  Em 1949, os Estados Unidos, o Canadá e vários países europeus assinaram o Tratado do Atlântico Norte, criando uma aliança militar transatlântica e comprometendo os Estados Unidos com sua primeira aliança permanente desde o Tratado de Aliança de 1778 com a França.  O tratado que estabeleceu a OTAN foi amplamente popular e facilmente aprovado pelo Senado em 1949. Os objetivos da OTAN eram conter a expansão soviética na Europa e enviar uma mensagem clara aos líderes comunistas de que as democracias do mundo estavam dispostas e eram capazes de construir novas estruturas de segurança em apoio aos ideais democráticos. O tratado também garantiu à França que os Estados Unidos viriam em sua defesa, abrindo caminho para a cooperação francesa contínua no restabelecimento de um estado alemão independente. Os Estados Unidos, o Reino Unido, a França, a Itália, os Países Baixos, a Bélgica, o  Luxemburgo, a Noruega, a Dinamarca, Portugal, a Islândia e o Canadá foram os signatários originais do tratado.  Pouco depois da criação da OTAN, Truman convenceu o Congresso a aprovar a Lei de Assistência de Defesa Mútua, que criou um programa de ajuda militar para os aliados europeus. 
As tensões da Guerra Fria aumentaram após a aquisição soviética de armas nucleares e o início da Guerra da Coreia. Os Estados Unidos aumentaram seu comprometimento com a OTAN, convidaram a Grécia e a Turquia a se juntarem à aliança e lançaram um segundo grande programa de ajuda externa com a promulgação da Lei de Segurança Mútua. Truman colocou 180.000 soldados permanentemente na Europa, e os gastos com defesa europeus cresceram de 5% para 12% do produto nacional bruto. A OTAN estabeleceu uma estrutura de comando unificada, e Truman nomeou o General Dwight D. Eisenhower como o primeiro Comandante Supremo da OTAN. A Alemanha Ocidental, que estava sob a égide da OTAN, acabaria por ser incorporada na OTAN em 1955. 

### América Latina e Argentina
As tensões e a competição da Guerra Fria se espalharam pelo mundo todo, afetando a Europa, a Ásia, a América do Norte, a América Latina e a África. Os Estados Unidos historicamente concentraram a sua política externa na defesa da Doutrina Monroe no Hemisfério Ocidental, mas novos compromissos na Europa e na Ásia diminuíram as atenções de Washington nesses países.  Parcialmente em reação aos temores de expansão da influência soviética, os EUA lideraram esforços para criar um pacto de segurança coletiva no Hemisfério Ocidental. Em 1947, os Estados Unidos e a maioria das nações latino-americanas aderiram ao Pacto do Rio, uma aliança militar defensiva. No ano seguinte, os estados independentes das Américas formaram a Organização dos Estados Americanos (OEA), uma organização intergovernamental criada para promover a unidade regional. Muitas nações latino-americanas, buscando o favor dos Estados Unidos, cortaram relações com a União Soviética.  Os países latino-americanos também solicitaram ajuda e investimento semelhantes ao Plano Marshall, mas Truman acreditava que a maior parte da ajuda externa dos EUA seria melhor direcionada para a Europa e outras áreas que poderiam potencialmente cair sob a influência do comunismo. 
Havia ressentimentos com a Argentina. Washington detestava o ditador Juan Perón, que tinha simpatias fascistas, tentou permanecer neutro na Guerra Fria e continuou a abrigar criminosos de guerra nazistas. Washington bloqueou fundos de agências internacionais e restringiu oportunidades de comércio e investimento. 

### Ásia

#### Reconhecimento de Israel

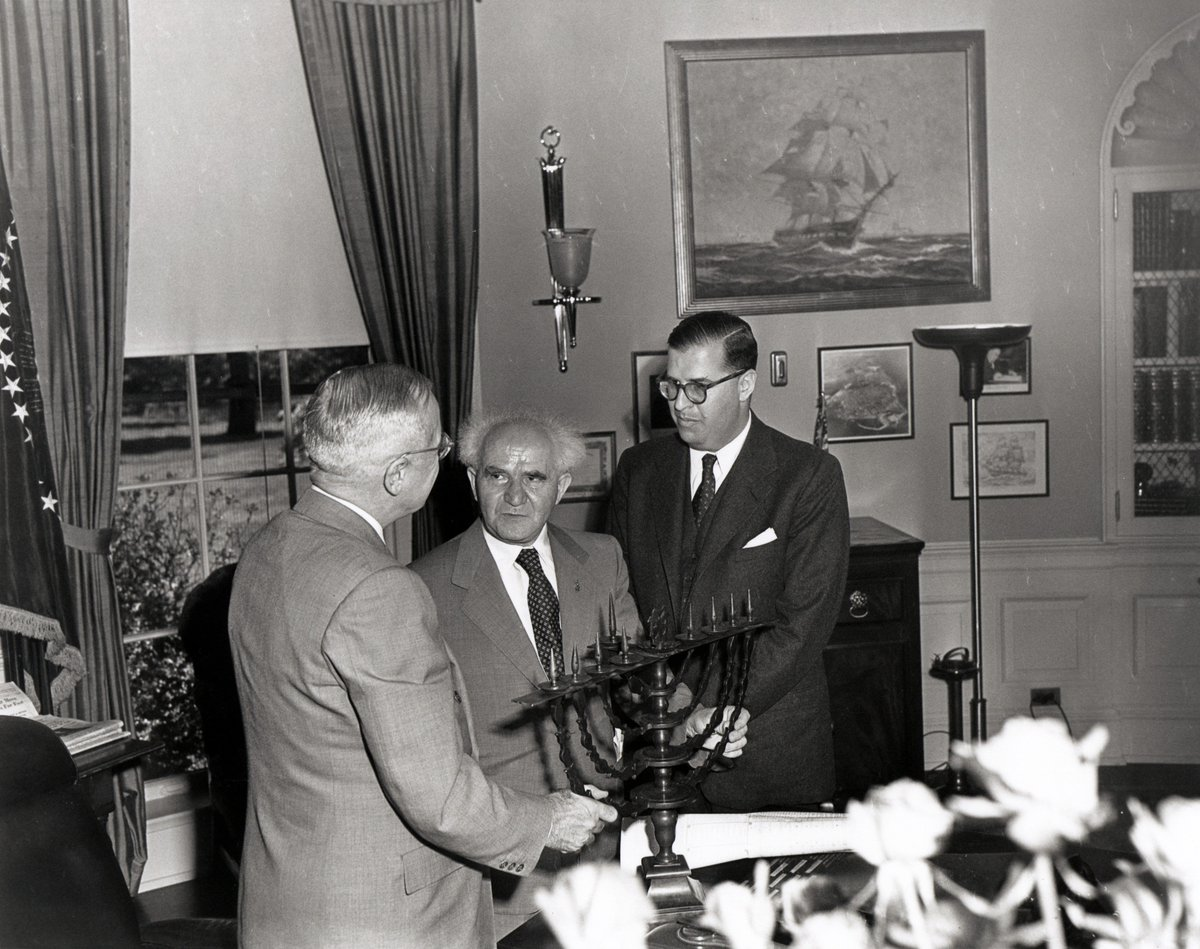
Presidente Truman no Salão Oval, recebendo uma Chanukiá deChanucá do Primeiro-ministro de Israel, David Ben-Gurion (centro). À direita está Abba Eban, Embaixador de Israel nos EUA

Truman há muito se interessava pela história do Oriente Médio e simpatizava com os judeus que buscavam uma pátria na Palestina Obrigatória controlada pelos britânicos. Em 1943, ele pediu uma pátria para os judeus que sobreviveram ao regime nazista. No entanto, os funcionários do Departamento de Estado estavam relutantes em ofender os árabes, que se opunham ao estabelecimento de um estado judeu na região.  No que diz respeito à política no Mediterrâneo Oriental e no Médio Oriente, a Palestina era secundária em relação ao objectivo de proteger a "camada norte" da Grécia, Turquia e Irão do comunismo.  Em 1947, as Nações Unidas aprovaram a partição da Palestina Obrigatória em um estado judeu (que se tornaria conhecido como Israel) e um estado árabe. Nos meses que antecederam a retirada britânica da região, o governo Truman debateu se deveria ou não reconhecer o incipiente estado de Israel. Superando as objeções iniciais de Marshall, Clark Clifford convenceu Truman de que o não reconhecimento levaria Israel a inclinar-se para a União Soviética na Guerra Fria.  Truman reconheceu o Estado de Israel em 14 de maio de 1948, onze minutos depois de se declarar uma nação.  Israel garantiria a sua independência com uma vitória na Guerra Árabe-Israelita de 1948, mas o conflito Árabe-Israelita continua por resolver. 

#### China
Em 1945, a China entrou em guerra civil. A guerra civil deixou Washington perplexo, pois tanto os nacionalistas de Chiang Kai-shek como os comunistas de Mao Tsé-Tung tinham defensores americanos.  Truman enviou George Marshall à China no início de 1946 para intermediar um acordo que incluísse um governo de coalizão, mas Marshall falhou. Ele retornou a Washington em dezembro de 1946, culpando elementos extremistas de ambos os lados.  Embora os nacionalistas tivessem uma vantagem numérica após a guerra, os comunistas ganharam vantagem na guerra civil depois de 1947. A corrupção, as más condições econômicas e a fraca liderança militar minaram o apoio popular ao governo nacionalista, e os comunistas conquistaram muitos camponeses para seu lado. Com o colapso dos nacionalistas em 1948, o governo Truman enfrentou a questão de intervir ao lado dos nacionalistas ou buscar boas relações com Mao. O forte apoio de Chiang entre setores do público americano, juntamente com o desejo de assegurar a outros aliados que os EUA estavam comprometidos com a contenção, convenceu Truman a aumentar a ajuda econômica e militar aos nacionalistas. No entanto, Truman tinha poucas esperanças de uma vitória nacionalista e recusou-se a enviar soldados norte-americanos. 
Mao Tsé-Tung e seus comunistas assumiram o controle da China continental em 1949, expulsando os nacionalistas para Taiwan. Os Estados Unidos tinham um novo inimigo na Ásia, e Truman foi criticado pelos conservadores por “perder” a China.  Juntamente com a detonação soviética de uma arma nuclear, a vitória comunista na Guerra Civil Chinesa desempenhou um papel importante na escalada das tensões da Guerra Fria e na militarização dos EUA durante 1949.  Truman estaria disposto a manter alguma relação entre os EUA e o governo comunista, mas Mao não estava disposto.  Chiang estabeleceu a República da China em Taiwan. Truman garantiu que a China mantivesse o assento permanente no Conselho de Segurança da ONU.   [a] Em junho de 1950, após o início dos combates na Coreia, Truman ordenou que a Sétima Frota da Marinha entrasse no Estreito de Taiwan para evitar novos conflitos entre o governo comunista e a República da China. 

#### Japão
Sob a liderança do General Douglas MacArthur, os EUA ocuparam o Japão após a rendição deste último em agosto de 1945. MacArthur presidiu a extensas reformas do governo e da sociedade japonesa que, em muitos aspectos, se assemelhavam ao New Deal.   Ele impôs uma nova constituição que estabeleceu uma democracia parlamentar e garantiu às mulheres o direito de votar. Ele também democratizou o sistema educacional japonês, possibilitou sindicatos e supervisionou grandes mudanças econômicas, embora os líderes empresariais japoneses tenham conseguido resistir às reformas até certo ponto. À medida que a Guerra Fria se intensificava em 1947, autoridades de Washington assumiram maior controle sobre a ocupação, encerrando as reparações japonesas às Potências Aliadas e priorizando o crescimento econômico em detrimento de reformas de longo prazo. Os japoneses sofreram com más condições económicas até 1950, quando os elevados gastos americanos em suprimentos para apoiar a Guerra da Coreia estimularam o crescimento.  Em 1951, os Estados Unidos e o Japão assinaram o Tratado de São Francisco, que restaurou a soberania japonesa, mas permitiu que os Estados Unidos mantivessem bases no Japão.  Apesar da oposição da União Soviética e de alguns outros adversários do Japão na Segunda Guerra Mundial, o tratado de paz não continha medidas punitivas, como reparações, embora o Japão tenha perdido o controle das Ilhas Curilas e de todas as suas possessões anteriores à guerra. 

#### Sudeste Asiático
Com o fim da Segunda Guerra Mundial, os Estados Unidos cumpriram o compromisso assumido pela Lei Tydings–McDuffie de 1934 e concederam independência às Filipinas. Os EUA incentivaram a descolonização durante a Segunda Guerra Mundial, mas o início da Guerra Fria mudou as prioridades. Os EUA usaram o Plano Marshall para pressionar os holandeses a concederem independência à Indonésia sob a liderança do anticomunista Sukarno, e os holandeses reconheceram a independência da Indonésia em 1949. Entretanto, na Indochina Francesa, o governo Truman reconheceu o estado cliente francês liderado pelo Imperador Bảo Đại. Os EUA temiam alienar os franceses, que ocupavam uma posição crucial no continente, e temiam que a retirada dos franceses permitisse à facção comunista de Ho Chi Minh assumir o poder.  Apesar da relutância inicial em se envolver na Indochina, em 1952, os Estados Unidos estavam subsidiando fortemente a repressão francesa ao Việt Minh de Ho na Primeira Guerra da Indochina.  Os EUA também estabeleceram alianças na região através da criação do Tratado de Defesa Mútua com as Filipinas e do pacto ANZUS com a Austrália e a Nova Zelândia. 

### Guerra da Coreia

#### Início da guerra

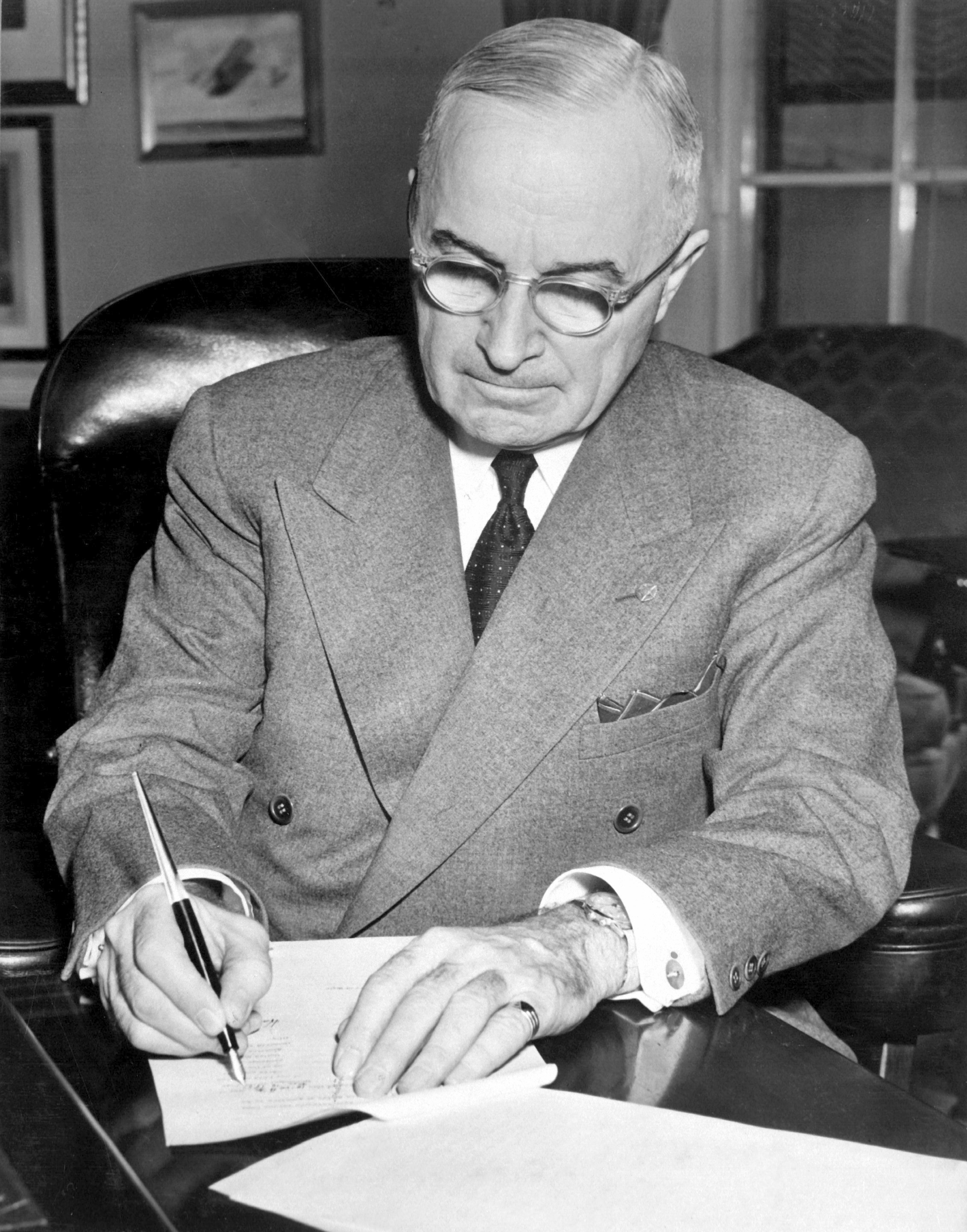
O presidente Truman assina uma proclamação declarando emergência nacional e autorizando a entrada dos EUA na Guerra da Coreia

Após a Segunda Guerra Mundial, os Estados Unidos e a União Soviética ocuparam a Coreia, que havia sido uma colônia do Império Japonês. O paralelo 38 foi escolhido como uma linha de partição entre as potências ocupantes, uma vez que estava aproximadamente a meio caminho entre as regiões mais a norte e mais a sul da Coreia, e sempre teve a intenção de marcar uma separação temporária antes da eventual reunificação da Coreia.  No entanto, a União Soviética estabeleceu a República Popular Democrática da Coreia (Coreia do Norte) em 1948, enquanto os Estados Unidos estabeleceram a República da Coreia (Coreia do Sul) no mesmo ano.  Na esperança de evitar um compromisso militar de longo prazo na região, Truman retirou os soldados americanos da Península Coreana em 1949. A União Soviética também retirou os seus soldados da Coreia em 1949, mas continuou a fornecer ajuda militar à Coreia do Norte. 

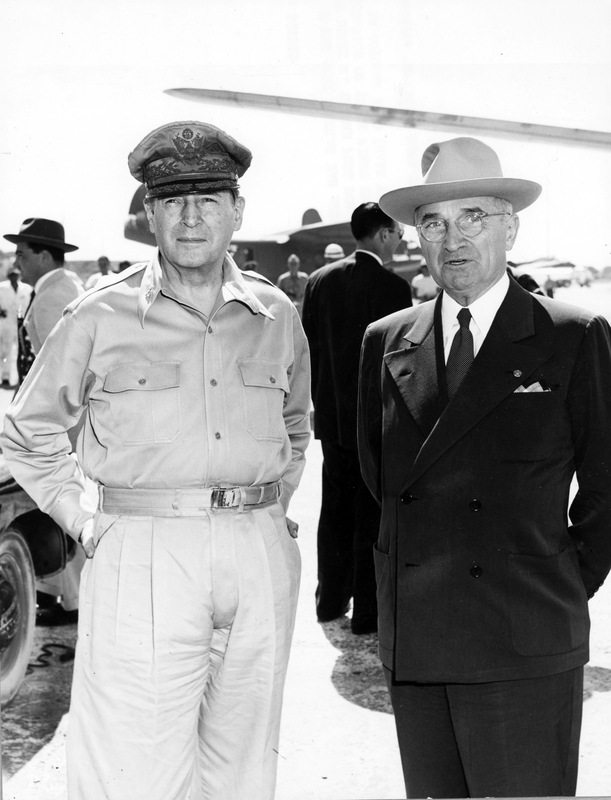
Presidente Truman (à direita) e General Douglas MacArthur na Ilha Wake, outubro de 1950

Em 25 de junho de 1950, o Exército Popular Coreano de Kim Il Sung invadiu a Coreia do Sul, dando início à Guerra da Coreia. Nas primeiras semanas da guerra, os norte-coreanos repeliram facilmente os seus homólogos do sul.  A União Soviética não estava directamente envolvida, embora Kim tenha obtido a aprovação de Estaline antes de lançar a invasão.  Truman, entretanto, não via a Coreia como uma região vital na Guerra Fria, mas acreditava que permitir que um país alinhado com o Ocidente caísse encorajaria os comunistas em todo o mundo e prejudicaria sua própria posição em casa.  Os altos funcionários do governo Truman foram fortemente influenciados pelo desejo de não repetir o "apaziguamento" da década de 1930; Truman declarou a um assessor: "não há como dizer o que eles farão, se não lutarmos agora mesmo".  Truman recorreu às Nações Unidas para condenar a invasão. Com a União Soviética boicotando o Conselho de Segurança das Nações Unidas devido à recusa da ONU em reconhecer a República Popular da China, Truman obteve a aprovação da Resolução 84 . A resolução denunciou as ações da Coreia do Norte e autorizou outras nações a defender a Coreia do Sul. 
As forças norte-coreanas obtiveram sucessos iniciais, capturando a cidade de Seul em 28 de junho. Temendo a queda de toda a península, o general Douglas MacArthur, comandante das forças americanas na Ásia, obteve a aprovação de Truman para desembarcar tropas americanas na península. Em vez de pedir ao Congresso uma declaração de guerra, Truman argumentou que a Resolução da ONU conferia à presidência o poder constitucional de enviar soldados como uma "ação policial" sob a égide da ONU.  A intervenção na Coreia foi muito popular nos Estados Unidos na época, e o pedido de Truman de 10 mil milhões de dólares em Julho de 1950 foi aprovado quase por unanimidade.  Em agosto de 1950, as tropas norte-americanas que entraram na Coreia do Sul, juntamente com os ataques aéreos americanos, estabilizaram a frente em torno do perímetro de Busan.  Respondendo às críticas sobre a falta de preparação, Truman demitiu o Secretário de Defesa Louis Johnson e o substituiu pelo ex-Secretário de Estado George Marshall. Com a aprovação da ONU, Truman decidiu por uma política de “retrocesso” — a conquista da Coreia do Norte.  As forças da ONU lançaram um contra-ataque, obtendo uma vitória surpreendente com um desembarque anfíbio na Batalha de Inchon, que prendeu a maioria dos invasores. As forças da ONU marcharam para norte, em direção à fronteira do Rio Yalu com a China, com o objetivo de reunificar a Coreia sob os auspícios da ONU. 

#### Impasse e demissão de MacArthur
À medida que as forças da ONU se aproximavam do Rio Yalu, a CIA e o General MacArthur esperavam que os chineses permanecessem fora da guerra. Contrariando essas previsões, as forças do Exército Voluntário do Povo Chinês atravessaram o Rio Yalu em Novembro de 1950 e forçaram os sobrecarregados soldados da ONU a recuar.  Temendo que a escalada da guerra pudesse desencadear um conflito global com a União Soviética, Truman recusou o pedido de MacArthur para bombardear as bases de abastecimento chinesas ao norte do rio Yalu.  As forças da ONU foram empurradas para baixo do paralelo 38 antes do final de 1950, mas, sob o comando do General Matthew Ridgway, a ONU lançou um contra-ataque que empurrou as forças chinesas de volta para o paralelo 38. 

O território frequentemente mudava de mãos no início da Guerra da Coreia, até que a frente se estabilizou em 1951.
•• Forças norte-coreanas, chinesas e soviéticas•Forças da Coreia do Sul, dos EUA, da Comunidade Britânica e das Nações Unidas

MacArthur fez várias exigências públicas para uma escalada da guerra, levando a uma ruptura com Truman no final de 1950 e início de 1951.  Em 5 de abril, o líder da minoria na Câmara, Joseph Martin, tornou pública uma carta de MacArthur que criticava fortemente a forma como Truman lidou com a Guerra da Coreia e apelava a uma expansão do conflito contra a China.  Truman acreditava que as recomendações de MacArthur estavam erradas, mas, mais importante, ele acreditava que MacArthur havia ultrapassado seus limites ao tentar fazer política externa e militar, potencialmente colocando em risco o controle civil dos militares. Após consultar os Chefes do Estado-Maior Conjunto e os membros do Congresso, Truman decidiu demitir MacArthur do seu comando.  A demissão do General Douglas MacArthur desencadeou uma tempestade de indignação contra Truman e apoio a MacArthur. Críticas ferozes de praticamente todos os lados acusaram Truman de se recusar a assumir a culpa por uma guerra que deu errado e, em vez disso, culpar seus generais. Outros, incluindo Eleanor Roosevelt, apoiaram e aplaudiram a decisão de Truman. Entretanto, MacArthur regressou aos EUA e foi recebido como um herói, tendo discursado numa sessão conjunta do Congresso.  Em parte devido à demissão de MacArthur, a taxa de aprovação de Truman em fevereiro de 1952 era de 22%, de acordo com as pesquisas Gallup, o que foi, até George W. Bush em 2008, a menor taxa de aprovação de todos os tempos para um presidente americano ativo.  Embora o público geralmente tenha favorecido MacArthur em vez de Truman imediatamente após a demissão de MacArthur, as audiências do Congresso e os editoriais de jornais ajudaram a virar a opinião pública contra a defesa de MacArthur pela escalada. 
A guerra permaneceu num impasse frustrante durante dois anos.  As forças da ONU e da China lutaram em conflitos inconclusivos como a Batalha de Heartbreak Ridge e a Batalha de Pork Chop Hill, mas nenhum dos lados conseguiu avançar muito além do paralelo 38.  Ao longo do final de 1951, Truman procurou um cessar-fogo, mas as disputas sobre trocas de prisioneiros levaram ao colapso das negociações.  Dos 116.000 prisioneiros de guerra chineses e coreanos detidos pelos Estados Unidos, apenas 83.000 estavam dispostos a regressar aos seus países de origem, e Truman não estava disposto a devolver os prisioneiros à força.  A Guerra da Coreia terminou com um armistício em 1953, depois de Truman deixar o cargo, dividindo a Coreia do Norte e a Coreia do Sul ao longo de uma fronteira próxima ao paralelo 38.  Mais de 30.000 americanos e aproximadamente 3 milhões de coreanos morreram no conflito.  Os Estados Unidos mantiveram uma presença militar permanente na Coreia do Sul após a guerra. 

### Lista de viagens internacionais

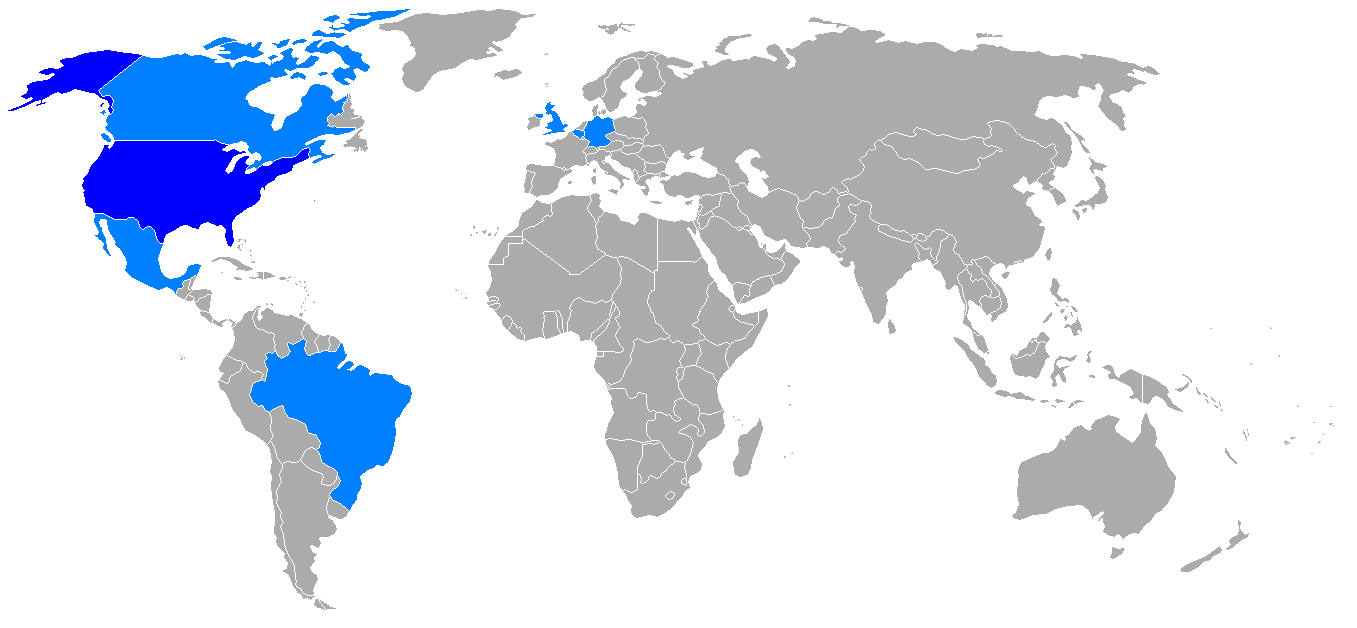
Truman fez cinco viagens internacionais a sete países durante sua presidência.

| N° | Datas                             | País        | Locais              | Detalhes |
| -- | --------------------------------- | ----------- | ------------------- | --- |
| 1  | 15 de julho de 1945               | Bélgica     | Antuérpia, Bruxelas | Desembarcou a caminho de Potsdam. |
| 1  | 16 de julho a 2 de agosto de 1945 | Alemanha    | Potsdam             | Participou da Conferência de Potsdam com os primeiros-ministros britânicos Winston Churchill e Clement Attlee e com o líder da URSS Josef Stalin. |
| 1  | 2 de agosto de 1945               | Reino Unido | Plymouth            | Encontro informal com o Rei Jorge VI. |
| 2  | 23 a 30 de agosto de 1946         | Bermuda     | Hamilton            | Visita informal. Encontrou-se com o governador-geral Ralph Leatham e inspecionou instalações militares dos EUA.                                   |
| 3  | 3 a 6 de março de 1947            | México      | Cidade do México    | Visita oficial. Encontrou-se com o Presidente Miguel Alemán Valdés .                                                                              |
| 4  | 10 a 12 de junho de 1947          | Canadá      | Otava               | Visita oficial. Encontrou-se com o Governador Geral Harold Alexander e o Primeiro-ministro William Lyon Mackenzie King e discursou no Parlamento. |
| 5  | 1 a 7 de setembro de 1947         | Brasil      | Rio de Janeiro      | Visita de Estado. Discursou na Conferência Interamericana para a Manutenção da Paz e Segurança Continental e no Congresso Brasileiro.             |

## Assuntos internos

### Reconversão e conflitos trabalhistas
| Ano Fiscal | Receita, US$ bilhões | Despesas, US$ bilhões | Superávit/Déficit | PIB     | Dívida em % do PIB |
| ---------- | -------------------- | --------------------- | ----------------- | ------- | ------------------ |
| 1945       | 45.2                 | 92.7                  | −47.6             | 226.4   | 103.9              |
| 1946       | 39.3                 | 55.2                  | −15.9             | 228.0   | 106.1              |
| 1947       | 38.5                 | 34.5                  | 4.0               | 238.9   | 93.9               |
| 1948       | 41.6                 | 29.8                  | 11.8              | 261.9   | 82.6               |
| 1949       | 39.4                 | 38.8                  | 0.6               | 276.5   | 77.5               |
| 1950       | 39.4                 | 42.6                  | −3.1              | 278.7   | 78.6               |
| 1951       | 51.6                 | 45.5                  | 6.1               | 327.1   | 65.5               |
| 1952       | 66.2                 | 67.7                  | −1.5              | 357.1   | 60.1               |
| 1953       | 69.6                 | 76.1                  | −6.5              | 382.1   | 57.2               |
| Ref.       | [ 171 ]              | [ 171 ]               | [ 171 ]           | [ 172 ] | [ 173 ]            |

#### Reconversão
Embora as relações exteriores tenham dominado grande parte do mandato de Truman, a reconversão para uma economia em tempos de paz se tornou o foco central de sua administração no final de 1945. Truman enfrentou vários desafios importantes ao presidir a transição para uma economia pós-guerra, incluindo uma grande dívida nacional e inflação persistente. Os Estados Unidos emergiram da Grande Depressão em parte devido à produção de guerra que começou em 1940. A maioria dos observadores esperava que o país mergulhasse em outro declínio com o fim dos gastos de guerra. Embora o país tivesse sido unificado na vitória da guerra, não houve consenso sobre os melhores métodos de reconversão económica do pós-guerra, ou sobre o nível de envolvimento que o governo federal deveria ter nos assuntos económicos.  Truman enfrentou um Congresso que, em questões internas, era dominado pela coalizão conservadora, uma aliança de republicanos e democratas conservadores do Sul. Este grupo opôs-se a muitas das políticas internas de Truman e não acolheu uma liderança presidencial forte.  Truman pediu ao Congresso uma série de medidas, incluindo um projeto de lei que tornaria o Comitê de Práticas Justas de Emprego uma instituição permanente, mas seu foco em relações exteriores durante este período o impediu de defender efetivamente seus programas junto aos membros do Congresso. 
Truman estava particularmente preocupado em manter os níveis de desemprego baixos; quase 2 milhões de pessoas perderam os seus empregos poucos dias após a rendição japonesa, e ele temia que ainda mais pessoas perdessem os seus empregos nos meses seguintes.  Os liberais do New Deal pressionaram por um compromisso federal explícito para garantir o "pleno emprego", mas o Congresso aprovou a Lei do Emprego de 1946. A lei criou o Conselho de Consultores Econômicos e determinou que o governo federal "fomentasse e promovesse a livre iniciativa competitiva e o bem-estar geral... e promover o máximo emprego, produção e poder de compra. 
Os Estados Unidos instituíram controles de preços e salários durante a guerra para evitar inflação ou deflação em larga escala. Durante o governo Truman, alguns defenderam a suspensão imediata desses controles para permitir que as indústrias privadas contratassem novos trabalhadores, enquanto outros temiam que a suspensão imediata dos controles levaria a uma inflação galopante. Truman procurou encontrar um meio termo entre os dois campos; os controlos de preços de muitos artigos não essenciais foram levantados no final de Setembro de 1945, mas outros permaneceram em vigor no final de 1945.  Cada vez mais preocupado com a inflação, Truman restabeleceu alguns controlos de preços em Dezembro de 1945, mas a impopularidade desses controlos levou a administração a procurar outras formas de conter a inflação, incluindo cortes nas despesas federais.  Em Julho de 1946, depois de os preços médios terem subido à taxa sem precedentes de 5,5 por cento, Truman conseguiu a aprovação de um projecto de lei que alargava a sua autoridade para instituir controlos de preços em alguns artigos.  Embora o desemprego permanecesse baixo, a agitação trabalhista, a inflação e outros problemas prejudicaram gravemente a popularidade de Truman, o que por sua vez contribuiu para um fraco desempenho democrata nas eleições de meio de mandato de novembro de 1946.  Após a vitória republicana nessas eleições, Truman anunciou o fim de todos os controlos federais de salários e preços, com exceção do controlo de rendas. 

#### Agitação trabalhista

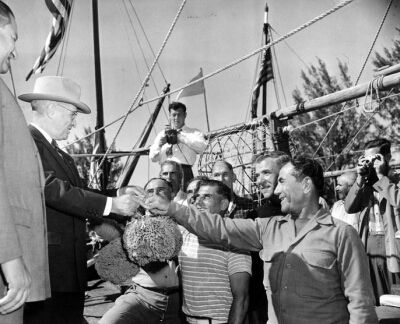
Truman com mergulhadores de esponjas na Flórida, 1947

O conflito entre a administração e os trabalhadores representou um dos maiores desafios para a conversão da economia para a produção em tempos de paz. O trabalho organizado havia cumprido sua promessa de não fazer greves durante a guerra, mas os líderes trabalhistas estavam ansiosos para compartilhar os ganhos da recuperação econômica do pós-guerra. Depois que várias disputas trabalhistas eclodiram em setembro e outubro de 1945, Truman convocou uma conferência nacional entre líderes empresariais e trabalhistas organizados em novembro, na qual defendeu a negociação coletiva para evitar perturbações econômicas relacionadas ao trabalho. A conferência não conseguiu ter um impacto significativo; uma onda sem precedentes de grandes greves afetou os Estados Unidos e, em Fevereiro de 1946, quase 2 milhões de trabalhadores estavam envolvidos em greves ou outros conflitos laborais.  Muitas das greves foram lideradas por John L. Lewis, do Congresso das Organizações Industriais (CIO), que Truman desprezava. 
Quando uma greve ferroviária nacional ameaçou ocorrer em maio de 1946, Truman tomou as ferrovias para continuar as operações, mas dois importantes sindicatos ferroviários entraram em greve mesmo assim. Todo o sistema ferroviário nacional foi encerrado: 24.000 comboios de mercadorias e 175.000 comboios de passageiros deixaram de circular por dia.  Durante dois dias, a raiva pública aumentou entre o público em geral e o próprio Truman, e o presidente redigiu uma mensagem ao Congresso que apelava aos veteranos para formarem uma multidão de linchamento e destruírem os líderes sindicais.  Depois que o principal assessor Clark Clifford reescreveu e suavizou o discurso, Truman fez um discurso pedindo que o Congresso aprovasse uma nova lei para recrutar todos os grevistas ferroviários para o exército. Ao concluir seu discurso, ele leu uma mensagem que lhe fora entregue informando que a greve foi resolvida em termos presidenciais; Truman, no entanto, terminou o discurso, deixando claro seu descontentamento com a greve.   O discurso de Truman marcou o fim da onda de greves, já que líderes empresariais e trabalhistas geralmente evitavam ações subsequentes que pudessem provocar uma resposta forte do governo. As greves prejudicaram a posição política dos sindicatos e os salários reais dos trabalhadores de colarinho azul caíram mais de doze por cento no ano seguinte à rendição do Japão.  Ao mesmo tempo, os esforços do CIO para se expandir maciçamente para o Sul (uma campanha conhecida como "Operação Dixie") falharam. 

### Ensino superior e benefícios para veteranos

#### G.I. Bill

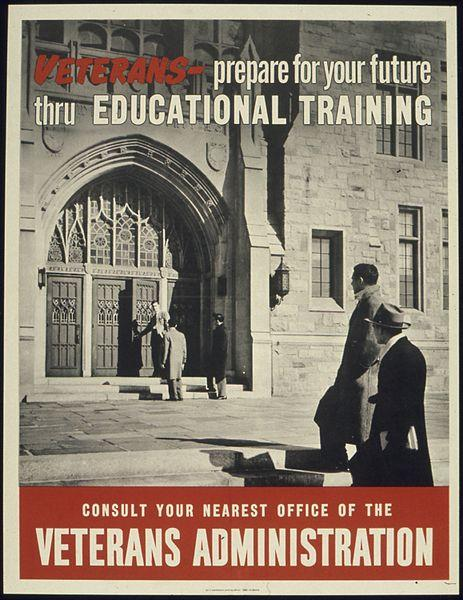
Um cartaz do governo informando os soldados sobre o GI Bill

O G.I. Bill foi aprovado em 1944 por uma coligação conservadora que queria restringir os benefícios aos veteranos de guerra "merecedores", em oposição ao programa de assistência social mais amplo favorecido pelo governo Roosevelt, que alcançaria todas as famílias de baixa renda.  O componente mais famoso do GI Bill oferecia educação universitária, profissional e de ensino médio gratuita para veteranos — não apenas mensalidade gratuita, mas também moradia integral e auxílio-alimentação para os veteranos e suas famílias. Houve uma transformação notável no ensino superior, com 2,2 milhões de veteranos a amontoarem-se em salas de aula construídas às pressas.  Devido em grande parte ao GI Bill, o número de diplomas universitários concedidos aumentou de pouco mais de 200.000 em 1940 para quase 500.000 em 1950. 
O GI Bill também garantiu empréstimos imobiliários de baixo custo para veteranos, com entradas muito baixas e taxas de juros baixas. Somente em 1947, 540.000 veteranos compraram uma casa ao preço médio de US$ 7.300. Os promotores imobiliários compraram terrenos baldios nos arredores da cidade, instalaram habitações em lotes com base em alguns projetos e forneceram ruas e serviços públicos.  O GI Bill ajudou a garantir que 15 milhões de unidades habitacionais fossem construídas entre 1945 e 1955, e a taxa de propriedade de imóveis cresceu de 50% em 1945 para 60% em 1960. Juntamente com o crescimento da indústria automóvel, os benefícios habitacionais do GI Bill ajudaram a proporcionar uma grande expansão dos subúrbios em torno de cada grande cidade.  Além dos benefícios educacionais e habitacionais, o projeto de lei incluía ajuda aos veteranos que quisessem abrir um pequeno negócio ou uma fazenda, bem como um ano de seguro-desemprego.  

#### Comissão de Educação Superior para a Democracia Americana
Truman criou em 1946 uma comissão sobre Educação Superior para a Democracia Americana, que emitiu um relatório influente. Apela a várias mudanças significativas no ensino pós-secundário, entre elas, a criação de uma rede de faculdades comunitárias públicas, que seriam gratuitas para "todos os jovens que pudessem beneficiar dessa educação".  A comissão ajudou a popularizar a expressão "faculdade comunitária" no final da década de 1940 e ajudou a moldar o futuro das instituições de ensino de dois anos nos EUA  O relatório também apela ao aumento dos gastos federais na forma de bolsas de estudo, bolsas de estudo e auxílio geral às escolas e aos estudantes. 

### 80º Congresso e a Lei Taft–Hartley

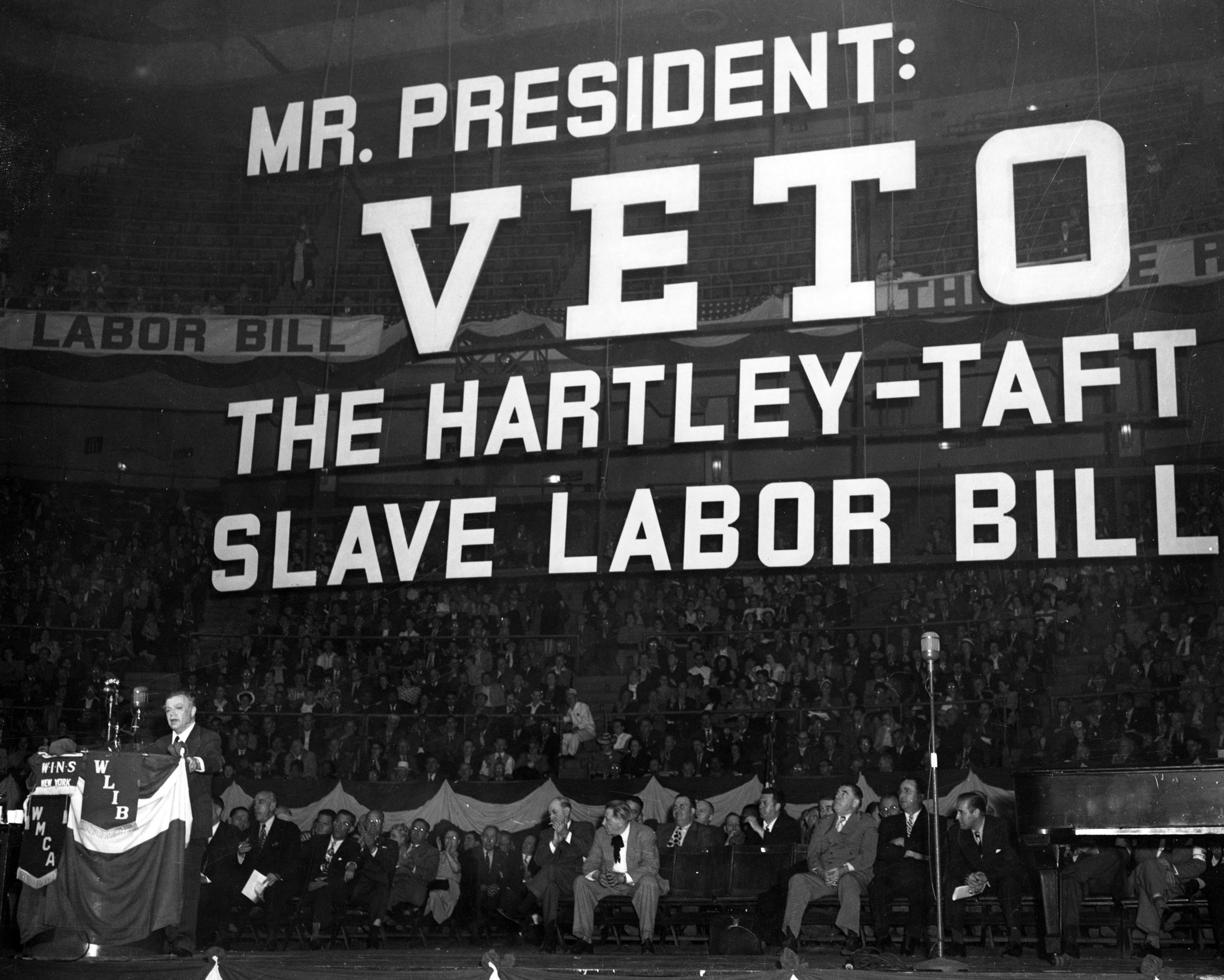
David Dubinsky, do Sindicato Internacional de Trabalhadores do Vestuário Feminino, fala contra a Lei Taft-Hartley de 1947

A eleição de meio de mandato de 1946 deixou os republicanos no controle do Congresso pela primeira vez desde o início da década de 1930. Truman esperava inicialmente trabalhar com os líderes republicanos no Congresso, concentrando-se na aprovação de programas de habitação e outras potenciais áreas de interesse comum.  Truman e o 80º Congresso conseguiram chegar a um acordo sobre um orçamento equilibrado, embora gastasse menos em defesa e alguns outros programas que Truman apoiava. O Congresso também aprovou a criação da Comissão Hoover, que propôs uma série de reorganizações ao poder executivo.  Entretanto, o 80º Congresso se mostrou fortemente resistente às políticas de Truman. Um dos seus primeiros actos importantes foi aprovar o que viria a ser a Vigésima Segunda Emenda, que estabeleceu limites para os mandatos presidenciais numa repreensão implícita a Franklin Roosevelt, o único presidente que alguma vez tinha cumprido mais de dois mandatos.  [b] O Congresso também aprovou projetos de lei destinados a cortar impostos, enfraquecer a Comissão de Comércio Interestadual e reduzir o número de funcionários cobertos pela Previdência Social, mas todos foram vetados por Truman em 1947.  Ao retornar à sessão em 1948, o Congresso aprovou a Lei da Receita de 1948, outro grande corte de impostos; Truman vetou novamente o projeto de lei, mas desta vez seu veto foi anulado pelo Congresso. 
Em resposta à agitação trabalhista de 1945 e 1946, o Congresso aprovou a Lei de Relações Trabalhistas de 1947, também conhecida como Lei Taft-Hartley, que alterou a Lei Nacional de Relações Trabalhistas de 1935. Truman vetou o projeto de lei, denunciando-o como “projeto de lei de trabalho escravo”, mas o Congresso anulou o veto.  A Lei Taft-Hartley adicionou uma lista de ações sindicais proibidas à Lei Nacional de Relações Trabalhistas de 1935 (também conhecida como Lei Wagner), que definiu vários tipos de ações do empregador como práticas trabalhistas injustas. Taft-Hartley proibiu greves jurisdicionais, nas quais um sindicato faz greve para pressionar um empregador a atribuir um trabalho específico aos funcionários que o sindicato representa, e boicotes secundários e piquetes "common situs", nos quais os sindicatos fazem piquetes, greves ou se recusam a manusear os produtos de uma empresa com a qual não têm nenhuma disputa primária, mas que está associada a uma empresa alvo. [c] A lei também proibiu as lojas fechadas, que eram acordos contratuais que exigiam que o empregador contratasse apenas membros do sindicato.  A Lei Taft-Hartley também concedeu aos estados o poder de aprovar “leis de direito ao trabalho”, que proíbem as lojas sindicalizadas.  Todos os dirigentes sindicais eram obrigados a assinar uma declaração juramentada de que não eram comunistas, caso contrário o sindicato perderia os seus poderes de negociação federais garantidos pelo Conselho Nacional de Relações Trabalhistas. 

Apesar de sua oposição vocal à Lei Taft-Hartley, Truman usou suas disposições de emergência diversas vezes para interromper greves e lockouts. Os esforços repetidos dos sindicatos para revogá-lo ou modificá-lo sempre falharam, e ele permanece em vigor hoje.  O historiador James T. Patterson conclui que:
Na década de 1950, a maioria dos observadores concordava que a Taft-Hartley não era mais desastrosa para os trabalhadores do que a Lei Wagner tinha sido para os empregadores. O que normalmente mais importava nas relações laborais não eram as leis governamentais como a Taft-Hartley, mas o poder relativo dos sindicatos e da gestão no mercado económico. Onde os sindicatos eram fortes, geralmente funcionavam bem; quando estavam fracos, novas leis causaram-lhes poucos danos adicionais.

### Fair Deal
No seu primeiro grande discurso ao Congresso após assumir o cargo, Truman articulou um programa interno liberal, mas a sua política interna inicial foi dominada pela reconversão do pós-guerra.  Enquanto se preparava para a eleição de 1948, Truman deixou clara sua identidade como democrata na tradição do New Deal, defendendo um sistema nacional de saúde, a revogação da Lei Taft-Hartley, auxílio federal à educação, programas expandidos de habitação pública, um salário mínimo mais alto, mais projetos de poder público como a Tennessee Valley Authority e uma estrutura tributária mais progressiva.  A administração também apresentou o Plano Brannan, que teria removido os controlos de produção do governo e os apoios aos preços na agricultura em favor de pagamentos directos aos agricultores.  Em conjunto, as propostas de Truman constituíram uma ampla agenda legislativa que veio a ser conhecida como "Fair Deal".  Uma grande diferença entre o New Deal e o Fair Deal era que este último incluía um programa agressivo de direitos civis, que Truman chamou de prioridade moral. As propostas de Truman não foram bem recebidas pelo Congresso, mesmo com as renovadas maiorias democratas no Congresso depois de 1948.  A coligação conservadora de republicanos e democratas conservadores do Sul desempenhou um papel importante no bloqueio da aprovação do Fair Deal, mas a incapacidade dos liberais de chegarem a acordo sobre os detalhes de muitos programas também contribuiu para o impasse legislativo. 
Apenas um dos principais projetos de lei do Fair Deal, a Lei de Habitação de 1949, foi promulgado.  A lei financiou a eliminação de favelas e a construção de 810.000 unidades de habitação de baixo rendimento ao longo de um período de seis anos.  Truman obteve outras vitórias no 81º Congresso, já que o salário mínimo foi aumentado de quarenta centavos por hora para setenta e cinco centavos por hora, os benefícios da Previdência Social para os aposentados foram duplicados e as brechas na Lei Antitruste Sherman foram fechadas por meio da aprovação da Lei Celler-Kefauver.  As eleições intercalares de 1950 reforçaram os republicanos e os democratas conservadores, acabando com qualquer hipótese de aprovação de mais programas Fair Deal.  Embora Truman não tenha conseguido aprovar a maioria das suas principais propostas do acordo Fair Deal, ele ajudou a garantir que os principais programas do New Deal ainda em operação permanecessem intactos e, em muitos casos, receberam pequenas melhorias.  O Fair Deal serviria mais tarde de inspiração para muitos dos programas da Great Society aprovados durante a presidência de Lyndon B. Johnson. 

#### Direitos civis

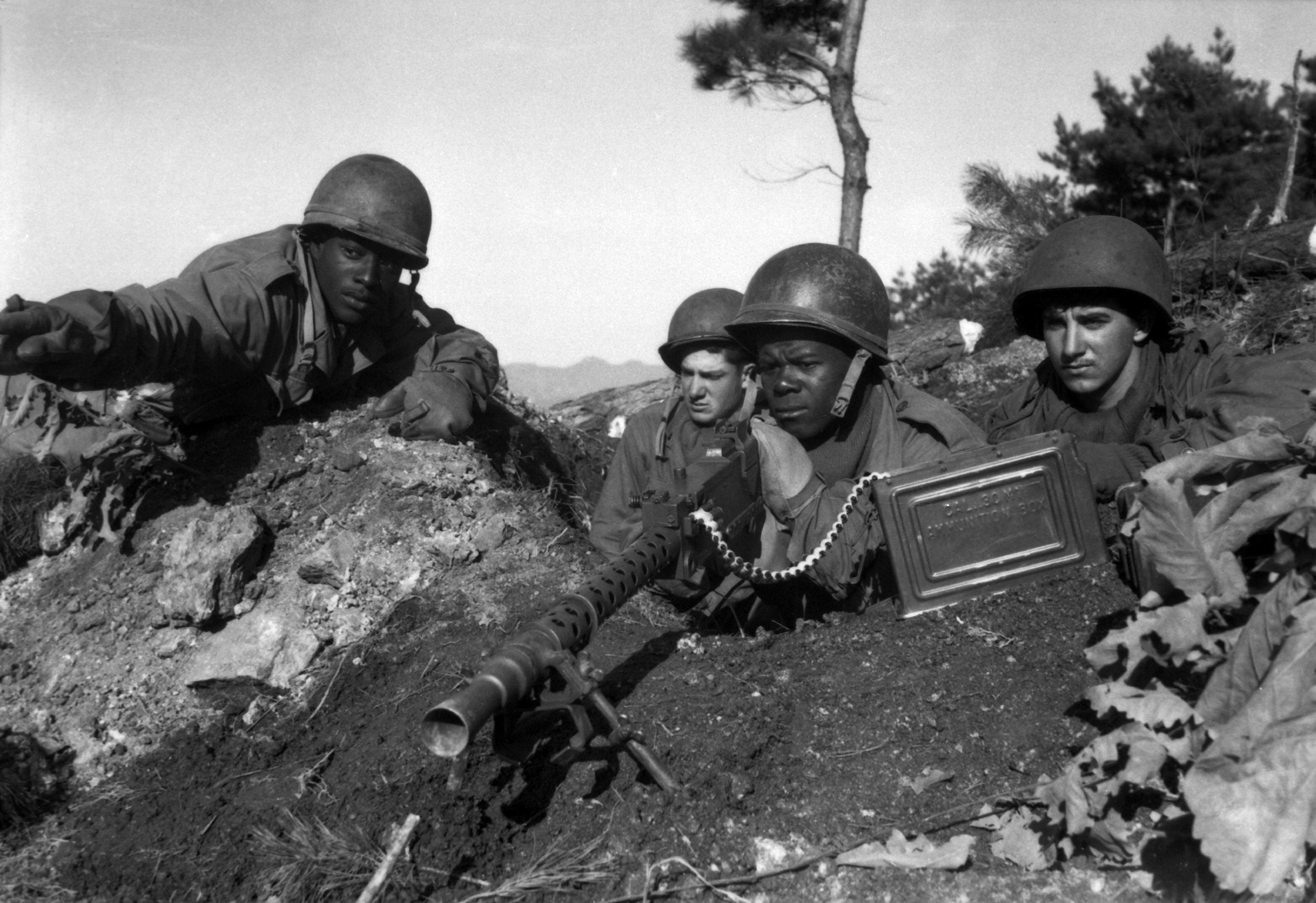
A Ordem Executiva 9981 aboliu a segregação racial nas forças armadas dos EUA. (Na foto estão soldados da 2ª Divisão de Infantaria dos EUA em ação durante a Guerra da Coreia, novembro de 1950)

Os historiadores Donald R. McCoy e Richard T. Ruetten escrevem que Truman "foi o primeiro presidente a ter um programa de direitos civis, o primeiro a tentar lidar com os problemas básicos das minorias e o primeiro a condenar, vigorosa e consistentemente, a presença de discriminação e desigualdade na América".  Um relatório de 1947 do Comitê Presidencial de Direitos Civis intitulado Para Garantir Esses Direitos apresentou uma agenda detalhada de dez pontos de reformas dos direitos civis. Em Fevereiro de 1948, o presidente apresentou ao Congresso uma agenda de direitos civis que propunha a criação de vários gabinetes federais dedicados a questões como os direitos de voto e as práticas de emprego justas .  Isso provocou uma tempestade de críticas dos democratas do sul na preparação para a Convenção Nacional Democrata de 1948, mas Truman se recusou a chegar a um acordo, dizendo: "Meus antepassados eram confederados... mas meu estômago embrulhou quando soube que soldados negros, recém-chegados do exterior, estavam sendo despejados de caminhões do Exército no Mississippi e espancados."  No início do 81º Congresso, congressistas pró-direitos civis tentaram reformar as regras de obstrução do Senado para que uma obstrução pudesse ser derrotada por maioria simples de votos. Os senadores do Sul bloquearam esta reforma, garantindo assim que os direitos civis não surgiriam como uma questão legislativa importante até ao final da década de 1950. 
Com a sua agenda de direitos civis bloqueada pelo Congresso, Truman recorreu a acções executivas.  Em julho de 1948, ele emitiu a Ordem Executiva 9981, exigindo igualdade de oportunidades nas Forças Armadas, independentemente de raça, cor, religião ou origem nacional.    Truman também emitiu a Ordem Executiva 9980, pondo fim à discriminação racial no serviço público do governo federal   Outra Ordem Executiva, em 1951, estabeleceu o Comitê de Conformidade com Contratos Governamentais (CGCC), que procurava impedir que os contratantes de defesa discriminassem com base na raça. 
A dessegregação levou anos, com a Força Aérea sob o comando do Secretário Stuart Symington assumindo a liderança.  Após vários anos de planeamento entre Truman, o Comitê para a Igualdade de Tratamento e Oportunidades e os vários ramos das forças armadas, as unidades do Exército começaram a ser integradas racialmente no início da década de 1950 e, mais tarde, a Marinha.  A Lei de Integração das Mulheres nas Forças Armadas de 1948 permitiu que mulheres servissem nas forças armadas em tempos de paz em unidades exclusivamente femininas.
Truman nomeou não-brancos para cargos de poder sem precedentes nos poderes executivo e judicial.  Entre suas nomeações estava William Henry Hastie, o primeiro afro-americano a servir como juiz federal de apelação.  Em casos de direitos civis como Sweatt v. Painter, o Departamento de Justiça emitiu memoriais de amicus curiae que apoiavam o fim da segregação.  Em Dezembro de 1952, a administração Truman apresentou uma petição de amicus curiae para o caso Brown v. Board of Education; dois anos mais tarde, a decisão do Supremo Tribunal nesse caso anularia efetivamente a doutrina "separados mas iguais" que permitia a segregação racial no ensino público. 

#### Seguro de saúde
Na época em que Truman assumiu o cargo, o seguro nacional de saúde já estava em discussão há décadas, mas nunca havia ganhado muita força. A partir do final da década de 1930, os hospitais promoveram planos de seguros privados como o Blue Cross,  e entre 1940 e 1950, a percentagem de americanos com seguro de saúde aumentou de 9 por cento para mais de 50 por cento.  Com o apoio da Federação Americana do Trabalho (AFL), Truman propôs um plano nacional de seguro de saúde em novembro de 1945, mas foi derrotado por uma aliança de conservadores, a Associação Médica Americana (que reuniu a comunidade médica contra o projeto de lei),  e a comunidade empresarial.  Muitos sindicatos descobriram que podiam negociar com as empresas para obter melhores benefícios de saúde para os seus próprios membros, pelo que se concentraram cada vez mais nesse objectivo.  O fracasso do plano de saúde de Truman consolidou o estatuto dos empregadores privados como os principais patrocinadores do seguro de saúde nos Estados Unidos. 

### Crime e corrupção

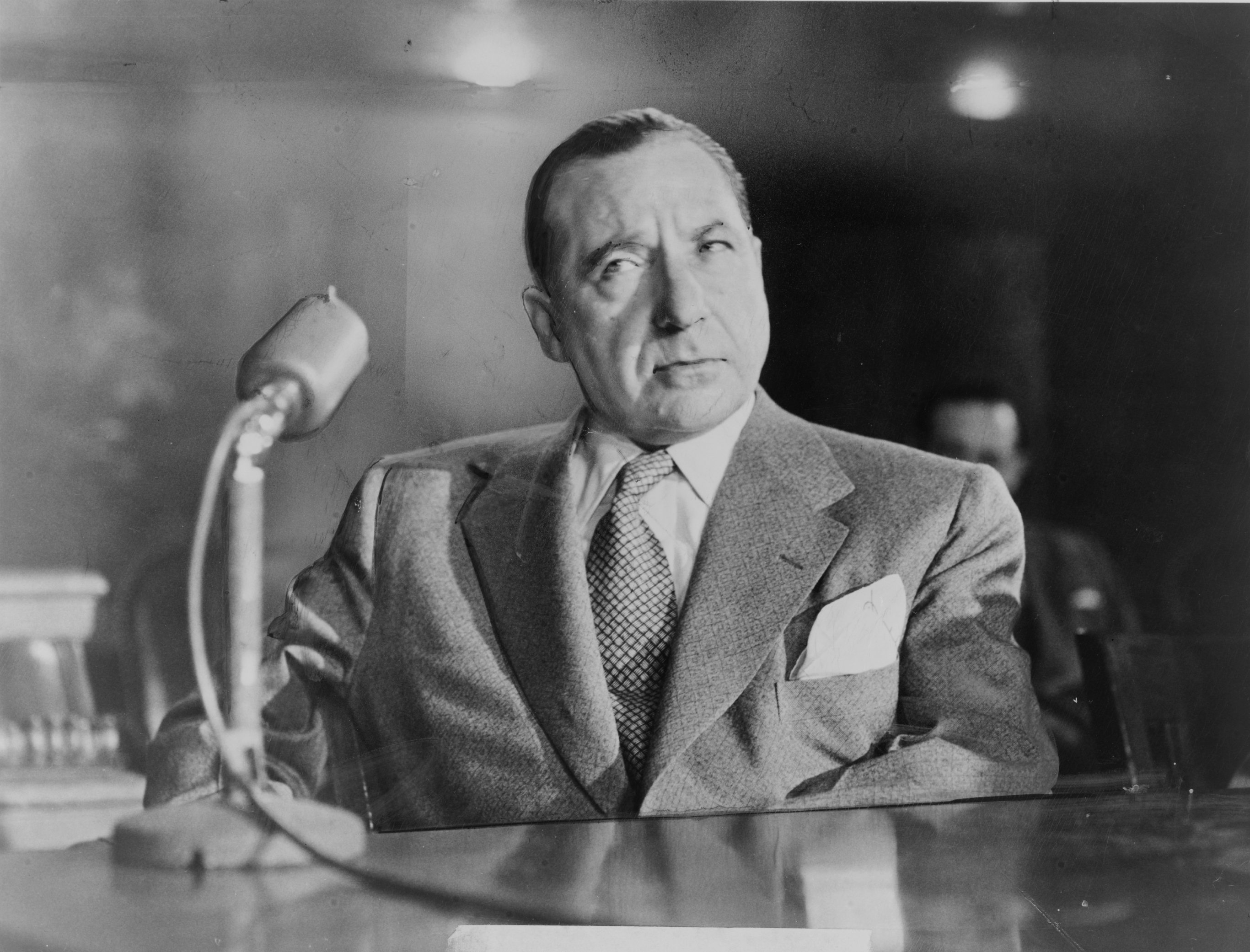
O mafioso Frank Costello testemunhando perante o Comitê Kefauver.

Com mais jovens de volta às ruas e mais dinheiro em circulação, as taxas de pequenos crimes aumentaram depois de 1945. Muito mais sério era o crime organizado comandado por gangues criminosas profissionais, que se tornou o tema de ataque favorito dos políticos republicanos e da mídia. Em 1947, o Departamento de Justiça organizou um "esquadrão de extorsão" para reunir evidências para investigações do grande júri em várias cidades importantes, e as declarações de imposto de renda de muitos empresários do setor de jogos de azar e mafiosos foram auditadas. No entanto, autoridades federais estavam relutantes em compartilhar suas novas informações com as autoridades locais; Truman e seu procurador-geral J. Howard McGrath disseram às autoridades locais que eles tinham que arcar com o principal fardo de derrotar o crime organizado. O senador Estes Kefauver, um democrata liberal do Tennessee, lançou uma importante investigação no Senado em 1950 como presidente do Comitê Especial para Investigar o Crime Organizado no Comércio Interestadual.  Kefauver, embora apenas um novato no Senado, recebeu ampla cobertura nacional e se tornou um candidato presidencial. 
O comitê Kefauver expôs inúmeras acusações de corrupção entre altos funcionários da administração, alguns dos quais receberam casacos de pele caros e freezers em troca de favores. Kefauver também descobriu que mais de 160 funcionários do Internal Revenue Service (IRS) aceitaram subornos, usaram seus cargos para administrar negócios privados, desviaram fundos federais ou toleraram comportamento corrupto de seus subordinados. Os vários escândalos do crime organizado não afetaram diretamente Truman, mas destacaram e exacerbaram seus problemas com escândalos dentro de sua administração, como o tráfico de influência.  Em 1952, Truman nomeou Newbold Morris como promotor especial para investigar alegações de corrupção no IRS.  Quando o procurador-geral McGrath demitiu Morris por ser muito zeloso, Truman demitiu McGrath.   [d]

### Respostas nacionais à Guerra Fria

#### Liberalismo anticomunista
O início da Guerra Fria produziu turbulência na ala esquerda do Partido Democrata sobre questões de política externa, especialmente em relação ao papel da União Soviética e à resposta ao comunismo doméstico. Após as eleições de 1946, o Congresso das Organizações Industriais (CIO) expurgou sistematicamente os comunistas e os simpatizantes da extrema-esquerda dos cargos de liderança nos seus sindicatos.  O CIO expulsou alguns sindicatos que resistiram ao expurgo, nomeadamente o seu terceiro maior afiliado, o United Electrical, Radio and Machine Workers of America (UE).   Entretanto, a AFL criou a sua primeira unidade explicitamente política, a Liga Trabalhista para a Educação Política, e abandonou cada vez mais a sua tradição histórica de não partidarismo.  Os esquerdistas expulsos uniram-se em torno de Henry Wallace, que fez uma campanha independente para presidente em 1948.   As reformas do CIO e da AFL colocaram ambas as organizações numa boa posição para lutar contra Henry Wallace, e o CIO e a AFL trabalharam entusiasticamente para a reeleição de Truman.  Os oponentes de Wallace também criaram um grupo liberal anticomunista, o Americans for Democratic Action (ADA).  Embora frequentemente críticos dos ataques desenfreados da extrema-direita a alegados comunistas, os membros da ADA atacaram activistas de esquerda que, temiam, recebiam ordens de líderes comunistas na União Soviética. 
Truman criou a Comissão Temporária de Lealdade dos Empregados em novembro de 1946 para criar padrões de lealdade dos empregados concebidos para eliminar simpatizantes comunistas da força de trabalho federal.  Em março de 1947, Truman emitiu a Ordem Executiva 9835, que ordenou expurgos de esquerdistas que se recusassem a repudiar o comunismo. Ela removeu cerca de 300 funcionários federais que eram membros ou estavam associados a qualquer organização identificada pelo procurador-geral como comunista, fascista ou totalitária. Os liberais anticomunistas desempenharam, assim, um papel central no Partido Democrata em 1947-48 e apoiaram entusiasticamente a política externa anticomunista de Truman.  

#### Espionagem soviética e macarthismo

Defensores das liberdades civis e ativistas políticos radicais consideraram a Lei de Segurança Interna McCarran (promulgada apesar do veto do presidente Truman) uma violação perigosa e inconstitucional da liberdade política, como exemplificado neste pôster de 1961.

Em agosto de 1948, Whittaker Chambers, um ex-espião dos soviéticos e editor sênior da revista Time, testemunhou ao Comitê de Atividades Antiamericanas da Câmara (HUAC) que uma rede comunista clandestina estava trabalhando dentro do governo dos EUA desde a década de 1930. Ele acusou um ex-funcionário do Departamento de Estado, Alger Hiss, de ser membro dessa rede; Hiss negou as acusações, mas foi condenado em janeiro de 1950 por perjúrio. O sucesso da União Soviética em explodir uma arma atômica em 1949 e a queda dos nacionalistas chineses no mesmo ano levaram muitos americanos a concluir que a subversão por espiões soviéticos havia sido responsável pelos reveses americanos e sucessos soviéticos, e a exigir que os comunistas fossem erradicados do governo e de outros locais de influência. No entanto, Truman não partilhava totalmente dessas opiniões e, ao longo do seu mandato, equilibrou o desejo de manter a segurança interna contra o medo de que um susto vermelho pudesse prejudicar inocentes e impedir as operações governamentais.   Ele chamou o julgamento de Hiss de "pista falsa",  mas também presidiu ao julgamento de vários líderes comunistas nos termos da Lei Smith. 
O apoio público do Secretário de Estado Acheson a Hiss, a revelação de que o cientista britânico da bomba atômica Klaus Fuchs era um espião e vários outros eventos levaram membros atuais e antigos do HUAC a criticar o governo Truman, especialmente o Departamento de Estado, por ser brando com o comunismo. Os congressistas republicanos Karl E. Mundt, de Dakota do Sul, e Richard Nixon, da Califórnia, surgiram como críticos particularmente expressivos e proeminentes do HUAC. O senador de Wisconsin Joseph McCarthy usou um discurso na Virgínia Ocidental para acusar o Departamento de Estado de abrigar comunistas e transformou a controvérsia em fama política.  Truman respondeu argumentando que os esforços de McCarthy iriam minar a política externa bipartidária que prevaleceu desde o fim da Segunda Guerra Mundial e, assim, dariam um presente político à União Soviética, mas poucos republicanos se manifestaram contra McCarthy durante o mandato de Truman.  O senador democrata William Benton patrocinou uma moção para expulsar McCarthy do Congresso, mas a moção foi derrotada e Benton perdeu sua campanha de reeleição em 1952; McCarthy, entretanto, foi reeleito.  As campanhas anticomunistas de McCarthy, parte de um Red Scare maior, desempenharam um papel importante na formação de uma política externa mais conflituosa na Guerra Fria. Também afectou membros do Congresso e outros líderes políticos, que agora estavam preocupados que a adopção de políticas de esquerda os deixaria vulneráveis a acusações de serem "brandos" com o comunismo. 
A eclosão da Guerra da Coreia gerou um interesse renovado em tal projeto de lei de segurança interna, que já havia sido debatido durante o 80º Congresso. O senador Pat McCarran, de Nevada, apresentou um projeto de lei que exigiria que as organizações comunistas se registrassem no governo e permitiria ao presidente deter indefinidamente aqueles que eram suspeitos de envolvimento em espionagem. O projeto de lei recebeu pouca oposição dos membros do Congresso, que temiam ser rotulados como pró-comunistas, e foi aprovado pela Câmara e pelo Senado como Lei de Segurança Interna McCarran. Truman vetou o projeto de lei em setembro de 1950, argumentando que ele infringia as liberdades pessoais e seria ineficaz na proteção contra a subversão, mas o Congresso anulou o veto. 

### Imigração
A imigração estava em um nível baixo durante a Grande Depressão e os anos de guerra. Ela aumentou quando a guerra terminou, com a chegada de refugiados e familiares de cidadãos. A questão não era uma prioridade para o governo Truman, mas houve grande interesse no Congresso e entre vários grupos étnicos.  Em 1945, a Lei das Noivas da Guerra permitiu que esposas estrangeiras de cidadãos americanos que serviram nas Forças Armadas dos EUA imigrassem para os Estados Unidos; mais tarde, foi estendida para incluir as noivas de soldados americanos. Em 1946, a Lei Luce-Celler estendeu o direito de se tornarem cidadãos naturalizados aos filipinos e indianos asiáticos, estabelecendo a cota de imigração em 100 pessoas por ano.  Em 1952, a Lei de Imigração McCarran Walter foi aprovada apesar do veto de Truman. Manteve o sistema de cotas da Lei de Imigração de 1924, mas acrescentou muitas novas oportunidades para imigração da Europa e de outros lugares. Na prática, dois terços dos recém-chegados entraram fora do antigo sistema de cotas. A lei de imigração era efetivamente controlada pelo congressista Francis E. Walter da Pensilvânia, um democrata que queria minimizar a imigração. 

### Apreensão fracassada de siderúrgicas
Embora nunca tenham atingido a gravidade da onda de greves de 1945-1946, as perturbações laborais continuaram a afectar o país depois de 1946.  Quando uma greve do setor siderúrgico surgiu em abril de 1952, Truman instruiu o Secretário de Comércio, Charles W. Sawyer, a confiscar e continuar as operações das siderúrgicas do país. Truman citou sua autoridade como Comandante em Chefe e a necessidade de manter um suprimento ininterrupto de aço para munições a serem usadas na guerra na Coreia. A Suprema Corte considerou a apreensão inconstitucional e reverteu a ordem em uma importante decisão deseparação de poderes, Youngstown Sheet & Tube Co. v. Sawyer (1952). A decisão de 6 a 3, que considerou que a afirmação de autoridade de Truman era muito vaga e não estava enraizada em nenhuma ação legislativa do Congresso, foi proferida por um Tribunal composto inteiramente por juízes nomeados por Truman ou Roosevelt. A revogação da ordem de Truman pelo tribunal superior foi a sua derrota jurídica mais notável.  A decisão do Supremo Tribunal deixou o país com a possibilidade de uma escassez crítica de aço, mas Truman conseguiu convencer os gestores do aço e os sindicatos a chegarem a um acordo em Julho de 1952. 

### Territórios e dependências
Truman procurou conceder maiores direitos aos territórios e dependências dos Estados Unidos. Ele tentou, sem sucesso, a admissão do Havaí e do Alasca como estados, mas o Congresso não agiu sobre essa proposta. Truman teve mais sucesso em promover a legislação orgânica para Guam, Samoa e o Território Fiduciário das Ilhas do Pacífico, este último adquirido do Japão após a Segunda Guerra Mundial. Esta legislação, aprovada em 1950 e 1951, transferiu os territórios da administração militar para a administração civil, embora a Marinha continuasse a exercer uma influência considerável.  Em 1952, o Congresso aprovou um projeto de lei para reconhecer a recém-escrita constituição de Porto Rico. 

## Eleições durante a presidência de Truman
| Congresso | Senado | Casa |
| --------- | ------ | ---- |
| 79º       | 57     | 243  |
| 80º       | 45     | 188  |
| 81º       | 54     | 263  |
| 82º       | 48     | 234  |

### Eleições de meio de mandato de 1946
Nas eleições de meio de mandato de 1946, os democratas de Truman sofreram perdas em ambas as casas do Congresso. Os republicanos, que não controlavam nenhuma câmara do Congresso desde as eleições de 1932, assumiram o controle tanto da Câmara quanto do Senado. O partido de Truman foi prejudicado por uma economia decepcionante no pós-guerra,  e a eleição foi um grande golpe para as esperanças de Truman de aprovar suas políticas internas.  No entanto, Dallek aponta as eleições de 1946 como o momento em que Truman se tornou mais seguro de si como presidente e parou de tentar apaziguar todas as facções do público. 

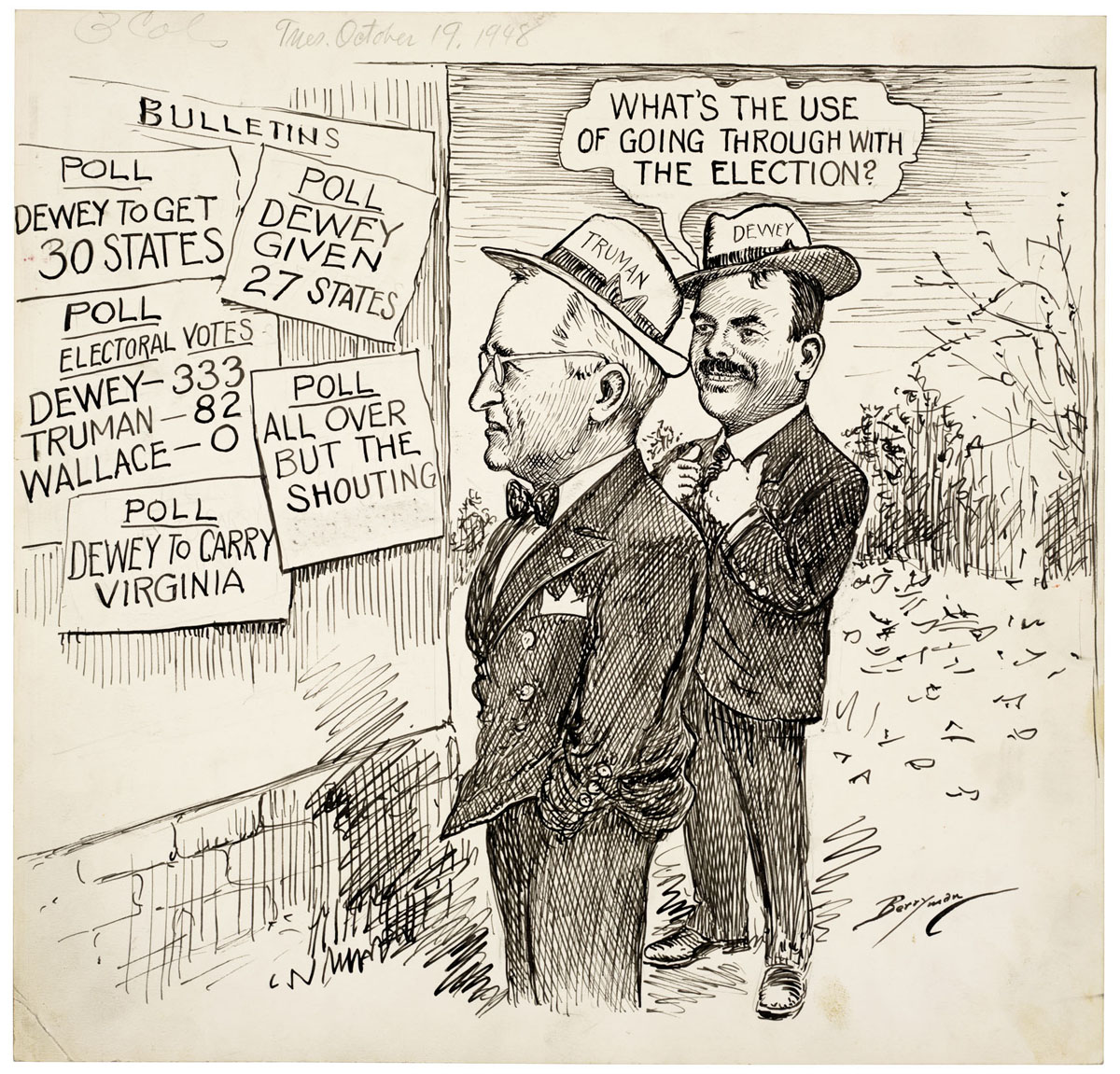
O editorial de Clifford K. Berryman de 19 de outubro de 1948 mostra o consenso dos especialistas em meados de outubro

### Campanha eleitoral de 1948
Na primavera de 1948, o índice de aprovação pública de Truman era de 36%, e o presidente era quase universalmente considerado incapaz de vencer a eleição presidencial de 1948.  Os partidários do "New Deal" dentro do partido — incluindo o filho de F.D.R, James — tentaram fazer com que a nomeação democrata fosse para o general Dwight D. Eisenhower, uma figura muito popular cujas opiniões políticas e filiação partidária eram totalmente desconhecidas.  Outros liberais favoreceram o Juiz Associado William O. Douglas, mas tanto Eisenhower quanto Douglas se recusaram a entrar na disputa, e o movimento "Stop Truman" não conseguiu se unir em torno de nenhum outro candidato. 
Na Convenção Nacional Democrata de 1948, Truman tentou unificar as delegações do Norte com uma vaga plataforma de direitos civis na plataforma do partido. Ele foi ofuscado por liberais como o prefeito de Minneapolis, Hubert Humphrey, que convenceu Truman e a convenção a adotar uma plataforma mais forte de direitos civis.  Em resposta, muitos delegados do Alabama e do Mississippi abandonaram a convenção. Imperturbável, Truman fez um discurso de aceitação agressivo atacando o 80º Congresso, rotulando-o de "Congresso que não faz nada".  Como companheiro de chapa, Truman aceitou o senador do Kentucky Alben W. Barkley depois que seu candidato preferido, o juiz William O. Douglas, recusou a nomeação. 
O governador da Carolina do Sul, Strom Thurmond, um segregacionista, declarou sua candidatura à presidência em uma chapa Dixiecrata e liderou uma revolta em grande escala dos defensores dos "direitos dos estados" do Sul. Esta rebelião à direita foi acompanhada por uma à esquerda, liderada por Wallace, no bilhete do Partido Progressista .  Wallace criticou fortemente a abordagem de Truman à União Soviética,  e a plataforma do Partido Progressista abordou uma ampla gama de questões, incluindo o apoio à dessegregação das escolas públicas, à igualdade de género, a um programa nacional de seguro de saúde, ao comércio livre e à propriedade pública de grandes bancos, ferrovias e empresas de energia.  Wallace obteve o apoio de muitos liberais, intelectuais, sindicalistas e veteranos militares.  Os republicanos, entretanto, nomearam o governador de Nova York, Thomas E. Dewey, que havia sido o candidato presidencial do partido em 1944. 
Dewey travou uma campanha de baixo risco e emitiu generalidades vagas sobre seus planos quando assumiu o cargo, enquanto Thurmond encontrou menos apoio no Sul do que muitos esperavam, já que a maioria dos sulistas brancos acreditava que ele era muito extremista. Wallace não conseguiu angariar apoio para as suas políticas internas e a sua atitude conciliatória em relação à União Soviética afastou muitos potenciais apoiantes.  Enquanto isso, Truman cruzava os EUA de trem, fazendo discursos rápidos na plataforma traseira do vagão de observação. Suas aparições combativas, como aquelas na praça da cidade de Harrisburg, Illinois, capturaram a imaginação popular e atraíram grandes multidões.  As grandes aglomerações, em sua maioria espontâneas, nos eventos relâmpago de Truman foram um sinal importante de uma mudança no ritmo da campanha, mas essa mudança passou praticamente despercebida pela imprensa nacional. As três principais organizações de sondagens pararam de realizar sondagens bem antes da data das eleições de 2 de Novembro — Roper em Setembro, e Crossley e Gallup em Outubro — falhando assim em medir o período em que Truman pode ter ultrapassado Dewey em apoio público. 

O presidente Truman derrotou o republicano Thomas E. Dewey na eleição presidencial de 1948.

No final, Truman manteve sua base progressista no Centro-Oeste, venceu a maioria dos estados do Sul, apesar da disputa pelos direitos civis, e obteve vitórias apertadas em alguns estados críticos, principalmente Ohio, Califórnia e Illinois. Ele obteve mais de 50% dos votos populares e garantiu 303 votos eleitorais. Dewey recebeu apenas 189 votos eleitorais; Thurmond obteve 39 e Henry Wallace nenhum.  Dewey conquistou vários estados do Nordeste que geralmente votaram em Roosevelt, e a eleição de 1948 foi a eleição presidencial mais disputada desde a eleição de 1916.  Nas eleições simultâneas para o Congresso, os democratas retomaram o controle da Câmara e do Senado. A imagem definidora da campanha foi uma fotografia tirada nas primeiras horas da manhã do dia seguinte à eleição, quando um Truman em êxtase ergueu a primeira página errônea do Chicago Tribune com uma manchete enorme proclamando "Dewey derrota Truman". 

### Eleições de meio de mandato de 1950
Na segunda eleição de meio de mandato de Truman, os republicanos se opuseram às políticas internas propostas por Truman e à sua forma de lidar com a Guerra da Coreia. Eles conquistaram assentos na Câmara e no Senado, mas não conseguiram obter o controle de nenhuma das casas do Congresso.  Truman ficou particularmente chateado com o aparente sucesso daqueles que fizeram campanha com base no macartismo. 

### Eleições de 1952 e período de transição

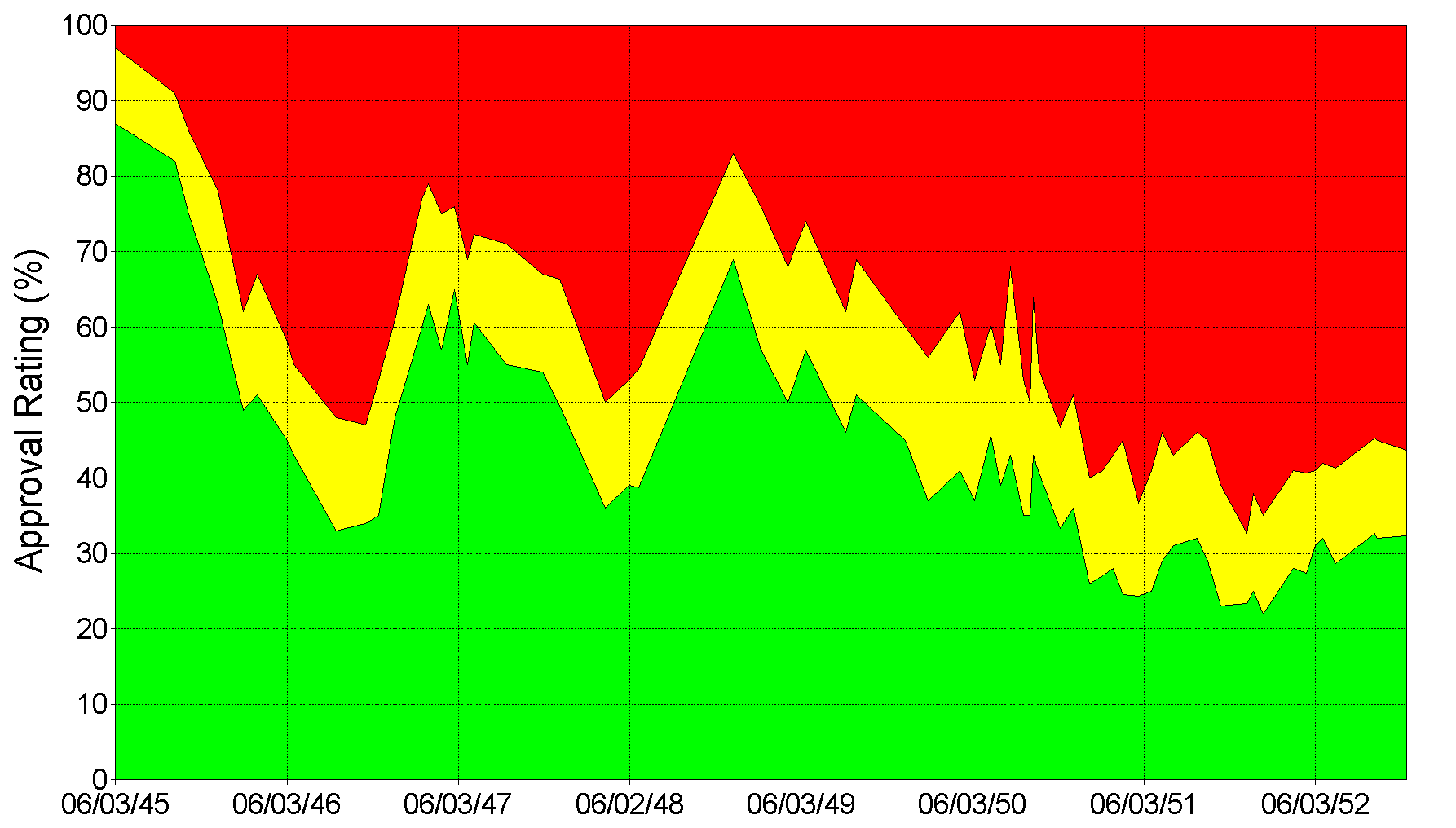
Gráfico dos índices de aprovação de Truman nas pesquisas Gallup

#### Campanha inicial de Truman e retirada
Na época das primárias de New Hampshire de 1952, uma das primeiras grandes disputas realizadas nas primárias democratas de 1952, Truman não havia declarado se buscaria a reeleição, e nenhum outro candidato havia obtido o apoio de Truman. Embora a Vigésima Segunda Emenda tenha sido ratificada, Truman pôde concorrer a outro mandato devido a uma cláusula anterior na emenda. A primeira escolha de Truman para sucedê-lo, o presidente do Supremo Tribunal Vinson, recusou-se a concorrer, o governador de Illinois, Adlai Stevenson, também recusou Truman, o vice-presidente Barkley foi considerado muito velho,  e Truman não gostava do senador Kefauver. Assim, Truman permitiu que seu nome fosse inscrito nas primárias de New Hampshire por seus apoiadores. O impopular Truman foi facilmente derrotado por Kefauver; 18 dias depois, o presidente anunciou que não buscaria um segundo mandato completo. Truman finalmente conseguiu persuadir Stevenson a concorrer, e o governador finalmente obteve a nomeação na Convenção Nacional Democrata de 1952. 

#### Eleições gerais e período de transição

O republicano Dwight D. Eisenhower derrotou o democrata Adlai Stevenson II na eleição presidencial de 1952

A posição pública do General Dwight D. Eisenhower, juntamente com suas opiniões desconhecidas sobre questões domésticas, o tornaram atraente como um candidato potencial para ambos os partidos na eleição de 1948. Embora tenha apoiado de modo geral a política externa de Truman, Eisenhower tinha opiniões conservadoras sobre a maioria das questões domésticas e nunca considerou seriamente concorrer a um cargo pelo Partido Democrata. A partir de 1951, republicanos internacionalistas do leste, liderados por Thomas Dewey e Henry Cabot Lodge Jr., coordenaram um movimento de recrutamento destinado a nomear Eisenhower como candidato republicano à presidência. Eisenhower inicialmente resistiu a esses esforços, mas em março de 1952 concordou em permitir que seu nome fosse inscrito nas primárias de New Hampshire. Ele foi motivado em parte por seu desejo de derrotar Robert A. Taft, o outro grande candidato à nomeação republicana. As primárias republicanas de 1952 se tornaram uma batalha entre a ala internacionalista do partido de Dewey e a ala conservadora e isolacionista de Taft. Eisenhower prevaleceu por uma pequena margem sobre Taft na Convenção Nacional Republicana de 1952; com a aprovação de Eisenhower, a convenção nomeou Richard Nixon para vice-presidente. 
O relacionamento antes bom entre Truman e Eisenhower azedou durante a campanha. Truman ficou chocado quando Eisenhower apareceu na mesma plataforma com Joseph McCarthy em Wisconsin, e não conseguiu defender o General George Marshall, que McCarthy tinha recentemente denunciado como um fracasso na China.  Eisenhower ficou indignado quando Truman, que fez uma rápida viagem em apoio a Stevenson, acusou Ike de desconsiderar "forças sinistras... Antissemitismo, anticatolicismo e anti-estrangeirismo" dentro do Partido Republicano. 
Embora o serviço público de Stevenson e a campanha orientada para questões políticas tenham atraído muitos liberais, ele não conseguiu reunir apoio entre os negros, os brancos étnicos e a classe trabalhadora.  Eisenhower fez campanha contra o que denunciou como fracassos de Truman: "Coreia, comunismo e corrupção".  As pesquisas indicaram consistentemente que Eisenhower venceria a corrida, e Nixon habilmente lidou com uma controvérsia potencialmente perigosa sobre suas finanças com seu discurso de Checkers, proferido ao vivo na televisão nacional. Em parte devido ao discurso de Checkers, a televisão emergiu como um meio importante na corrida; o número de lares com televisão cresceu de menos de 200.000 em 1948 para mais de 15 milhões em 1952.  No dia da eleição, como era amplamente esperado, Eisenhower derrotou Stevenson por uma ampla margem. Eisenhower obteve 55,4% dos votos populares e conquistou 442 votos eleitorais, conquistando quase todos os estados fora do Sul. Embora Eisenhower tenha ficado à frente da maioria dos republicanos do Congresso, seu partido assumiu o controle da Câmara e do Senado, dando ao Partido Republicano o controle unificado do Congresso e da presidência pela primeira vez desde as eleições de 1930. 

## Reputação histórica

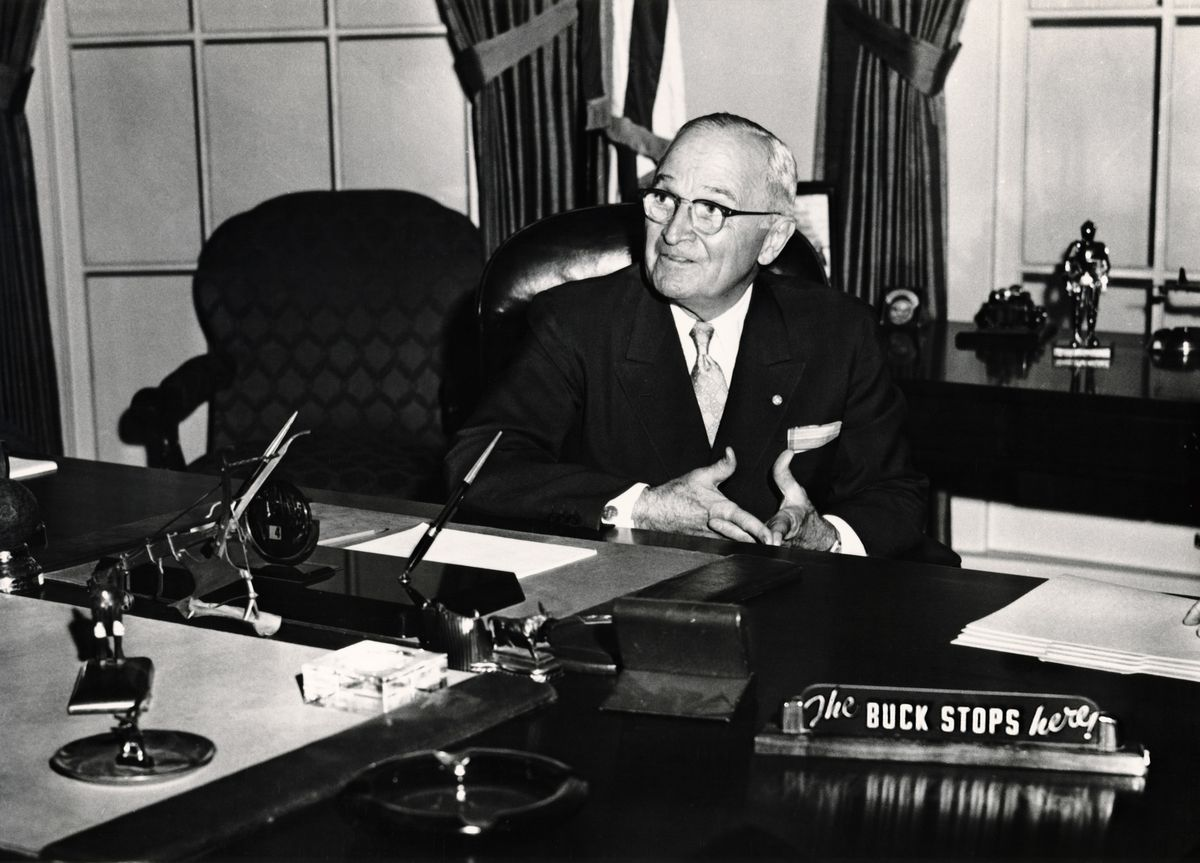
Truman posa em 1959 na recriação do Salão Oval de Truman na Biblioteca Truman em 1959, com a famosa placa "The Buck Stops Here" em sua mesa.

A classificação de Truman em pesquisas de historiadores e cientistas políticos nunca caiu abaixo do nono lugar, e ele chegou a ficar em quinto lugar em uma pesquisa da C-SPAN em 2009.  Uma sondagem de 2018 da secção de Presidentes e Política Executiva da Associação Americana de Ciência Política classificou Truman como o sétimo melhor presidente,  e uma sondagem de historiadores da C-SPAN de 2017 classificou Truman como o sexto melhor presidente. 
Quando ele deixou o cargo em 1953, o público americano viu Truman como um dos presidentes-executivos mais impopulares da história. Seu índice de aprovação de 22% na pesquisa Gallup de fevereiro de 1952 foi menor do que os 24% de Richard Nixon em agosto de 1974, mês em que Nixon renunciou após o escândalo de Watergate . Em 1952, o jornalista Samuel Lubell declarou que "após sete anos de atividade frenética, até mesmo furiosa, de Truman, a nação parecia estar no mesmo ponto geral de quando ele assumiu o cargo pela primeira vez... Em nenhum lugar em todo o registro de Truman pode-se apontar para um único e decisivo avanço... Todas as suas competências e energias — e ele estava entre os nossos Presidentes mais trabalhadores — foram direccionadas para permanecermos parados".  Durante os anos de agitação no campus nas décadas de 1960 e 1970, os historiadores revisionistas de esquerda atacaram a sua política externa por ser demasiado hostil ao comunismo, e a sua política interna por ser demasiado favorável aos negócios.  No entanto, a imagem de Truman nos livros didáticos universitários era bastante favorável na década de 1950,  e os estudiosos mais estabelecidos nunca aceitaram as críticas dos historiadores revisionistas.  
O sentimento público americano em relação a Truman tornou-se cada vez mais positivo com o passar dos anos. Truman morreu em 1972, e sua morte trouxe uma nova onda de atenção para sua carreira política.  Durante esse período, Truman conquistou a imaginação popular, emergindo como uma espécie de herói político popular, um presidente que era visto como um exemplo de integridade e responsabilidade que muitos observadores sentiam que faltava na Casa Branca de Nixon. Essa reavaliação pública de Truman foi auxiliada pela popularidade de um livro de reminiscências que Truman havia contado ao jornalista Merle Miller a partir de 1961, com o acordo de que elas não seriam publicadas até depois da morte de Truman. Os estudiosos que compararam as fitas de áudio com as transcrições publicadas concluíram que Miller frequentemente distorcia o que Truman dizia ou fabricava declarações que Truman nunca disse. 
A queda da União Soviética em 1991 fez com que os defensores de Truman reivindicassem a justificação das decisões de Truman no período pós-guerra. De acordo com o biógrafo de Truman, Robert Dallek, "Sua contribuição para a vitória na Guerra Fria sem um conflito nuclear devastador o elevou à estatura de um grande ou quase grande presidente".  A publicação em 1992 da biografia favorável de Truman por David McCullough consolidou ainda mais a visão de Truman como um chefe executivo altamente considerado.  Mesmo assim, Truman continuou a receber críticas. Após uma revisão das informações disponíveis para Truman sobre a presença de atividades de espionagem no governo dos EUA, o senador democrata Daniel Patrick Moynihan concluiu que Truman era "quase intencionalmente obtuso" em relação ao perigo do comunismo americano.  Em 2002, o historiador Alonzo Hamby concluiu que “Harry Truman continua a ser um presidente controverso”. 

De acordo com o historiador Daniel R. McCoy em seu livro sobre a presidência de Truman:
O próprio Harry Truman deu uma impressão forte e nada incorreta de ser um líder duro, preocupado e direto. Ele era ocasionalmente vulgar, muitas vezes partidário e geralmente nacionalista... Em seus próprios termos, Truman pode ser visto como tendo evitado a chegada de uma terceira guerra mundial e preservado da opressão comunista muito do que ele chamava de mundo livre. No entanto, é evidente que ele falhou em grande parte na concretização do seu objetivo wilsoniano de garantir a paz perpétua, tornar o mundo seguro para a democracia e promover oportunidades para o desenvolvimento individual a nível internacional.
O biógrafo Robert Donovan enfatizou a personalidade de Truman:
Vigoroso, trabalhador, simples, ele cresceu próximo ao solo do Centro-Oeste e entendeu as lutas do povo nas fazendas e nas pequenas cidades.... Depois de 10 anos no Senado, ele se elevou acima do Organização Pendergast. Ainda assim, ele vinha de um mundo de políticos mesquinhos, e sua aura era uma que ele nunca foi capaz de abandonar completamente. E ele manteve certas características que muitas vezes vemos em políticos criados por máquinas: partidarismo intenso, lealdade teimosa, uma certa insensibilidade em relação às transgressões de associados políticos e uma aversão à companhia de intelectuais e artistas.

#### Obras citadas
- Chambers II, John W. (1999). The Oxford Companion to American Military History. Oxford: Oxford University Press. ISBN 0-19-507198-0
- Cohen, Eliot A.; Gooch, John (2006). Military Misfortunes: The Anatomy of Failure in War. New York: Free Press. ISBN 978-0-7432-8082-2
- Culver, John C.; Hyde, John (2000). American Dreamer: A Life of Henry A. Wallace. [S.l.]: W.W. Norton. ISBN 0-393-04645-1
- Dallek, Robert (2008). Harry S. Truman. New York: Times Books. ISBN 978-0-8050-6938-9
- Donovan, Robert J. (1983). Tumultuous Years: 1949–1953. New York: W. W. Norton. ISBN 978-0-393-01619-2
- Hamby, Alonzo. "Truman, Harry S." in The Encyclopedia of the American Presidency edited by Leonard Levy and Louis Fisher (vol 4 1994) pp. 1497–1505.
- Hamby, Alonzo L. (1995). Man of the People: A Life of Harry S. Truman. [S.l.]: Oxford University Press. ISBN 978-0-19-504546-8
- Herring, George C. (2008). From Colony to Superpower; U.S. Foreign Relations Since 1776. [S.l.]: Oxford University Press. ISBN 978-0-19-507822-0
- Hogan, Michael J. (1998). A Cross of Iron: Harry S. Truman and the Origins of the National Security State, 1945-1954. [S.l.]: Cambridge University Press. ISBN 978-0-521-79537-1
- Kennedy, David M. (1999). Freedom from Fear: The American People in Depression and War, 1929–1945. [S.l.]: Oxford University Press. ISBN 978-0195038347
- Kirkendall, Richard S. (1990). Harry S. Truman Encyclopedia. [S.l.]: G. K. Hall Publishing. ISBN 978-0-8161-8915-1
- Lenczowski, George (1990). American Presidents and the Middle East. Durham: Duke University Press. ISBN 978-0-8223-0972-7
- MacGregor, Morris J. Jr. (1981). Integration of the Armed Services 1940–1965. Washington, D.C.: Center of Military History. ISBN 978-0-16-001925-8
- McCoy, Donald R. (1984). The Presidency of Harry S. Truman. [S.l.]: University Press of Kansas. ISBN 978-0-7006-0252-0
- McCullough, David (1992). Truman. [S.l.]: Simon & Schuster. ISBN 978-0-671-86920-5
- Patterson, James (1996). Grand Expectations: The United States 1945–1974. [S.l.]: Oxford University Press. ISBN 978-0195117974
- Pietrusza, David (2011). 1948: Harry Truman's Improbable Victory and the Year That Transformed America. [S.l.]: Union Square Press. ISBN 978-1-4027-6748-7
- Stokesbury, James L. (1990). A Short History of the Korean War. New York: Harper Perennial. ISBN 978-0-688-09513-0
- Truman, Margaret (1973). Harry S. Truman. New York: William Morrow. ISBN 978-0-688-00005-9
- Weinstein, Allen (1997). Perjury: The Hiss-Chambers Case revised ed. [S.l.]: Random House. ISBN 0-679-77338-X

#### Papéis de Truman na política
- Baime, Albert J. Dewey Defeats Truman: The 1948 Election and the Battle for America's Soul (Houghton Mifflin, 2020).
- Berman, William C. The politics of civil rights in the Truman administration (Ohio State UP, 1970). dissertation version online
- Bernstein, Barton J. "The Truman administration and the steel strike of 1946." Journal of American History 52.4 (1966): 791–803. online
- Bernstein, Barton J. "The Truman administration and its reconversion wage policy." Labor History 6.3 (1965): 214–231.
- Brembeck, Cole S. (1952). "Harry Truman at the whistle stops". Quarterly Journal of Speech. 38: 42–50. doi:10.1080/00335635209381730.
- Brinkley, Douglas. Silent Spring Revolution: John F. Kennedy, Rachel Carson, Lyndon Johnson, Richard Nixon, and the Great Environmental Awakening (2022) excerpt. chapter 2 on Truman
- Casey, Steven (2012). "Rhetoric and Style of Truman's Leadership". A Companion to Harry S. Truman. pp. 26–46. doi:10.1002/9781118300718.ch2. ISBN 9781118300718.
- Ciment, James, ed. Postwar America: An Encyclopedia Of Social, Political, Cultural, And Economic History (4 vol 2006); 550 articles in 2000 pp
- Cochran, Bert. Harry Truman and the crisis presidency (1973); 432pp.
- Congressional Quarterly. Congress and the Nation 1945–1964 (1965), Highly detailed and factual coverage of Congress and presidential politics; 1784 pages. online
- Daniels, Jonathan (1998). The Man of Independence. University of Missouri Press. ISBN 0-8262-1190-9.
- Daniels. Roger, ed. Immigration and the Legacy of Harry S. Truman (2010).
- Daynes, Byron W. and Glen Sussman, White House Politics and the Environment: Franklin D. Roosevelt to George W. Bush (2010) pp 36–45.
- Donaldson, Gary A. Truman Defeats Dewey (University Press of Kentucky, 2014).
- Donovan, Robert J. Conflict and crisis: The presidency of Harry S. Truman, 1945–1948. (1977). Tumultuous Years: The Presidency of Harry S Truman, 1949–1953 (vol 2 1982); journalistic
- Ferrell, Robert Hugh (1994). Harry S. Truman: A Life. University of Missouri Press. ISBN 978-0-8262-1050-0.
- Freeland, Richard. The Truman Doctrine and the Rise of McCarthyism (1971).
- Gardner, Michael R. Harry Truman and civil rights (SIU Press, 2002).
- Goulden, Joseph C. The Best Years: 1945–1950 (1976), popular social history
- Graff, Henry F. ed. The Presidents: A Reference History (2nd ed. 1997), pp 443–58.
- Gronlund, Mimi Clark. "A Controversial Appointment." Supreme Court Justice Tom C. Clark (University of Texas Press, 2021) pp. 137–146.
- Hah, Chong-do, and Robert M. Lindquist. "The 1952 steel seizure revisited: A systematic study in presidential decision making." Administrative Science Quarterly (1975): 587–605 online.
- Hamby, Alonzo L. (1991). "An American Democrat: A Reevaluation of the Personality of Harry S. Truman". Political Science Quarterly. 106 (1): 33–55. doi:10.2307/2152173. JSTOR 2152173.
- Hartmann, Susan M. Truman and the 80th Congress (1971) online
- James, Rawn. The Truman Court: Law and the Limits of Loyalty (University of Missouri Press, 2021).
- Karabell, Zachary. The Last Campaign: How Harry Truman Won the 1948 Election (Vintage, 2001).
- Lacey, Michael J. ed. The Truman Presidency (Cambridge University Press, 1991) 13 essays by specialists.
- Lee, R. Alton. "The Truman-80th Congress Struggle over Tax Policy." Historian 33.1 (1970): 68–82. online
- Lee, R. Alton. Truman and Taft-Hartley: A Question of Mandate (1966)
- McCoy, Donald R. and Richard T. Ruetten. Quest and Response: Minority Rights and the Truman Administration (U Press of Kansas, 1973).
- Marcus, Maeva. Truman and the Steel Seizure Case (Duke UP, 1994). link
- Matusow, Allen J. Farm policies and politics in the Truman years (Harvard UP, 1967).
- Mitchell, Franklin D. Harry S. Truman and the news media: contentious relations, belated respect (U of Missouri Press, 1998).
- Oshinsky, David M. (2004). "Harry Truman". In Brinkley, Alan; Dyer, Davis (eds.). The American Presidency. Houghton Mifflin. ISBN 978-0-618-38273-6.
- Poen, Monte M. Harry S. Truman versus the medical lobby: The genesis of Medicare (U of Missouri Press, 1996).
- Pusey, Allen. "Truman Seizes Steel Mills." American Bar Association Journal 103 (2017): 72+.
- Richardson, Elmo. Dams, Parks and Politics: Resource Development and Preservation the Truman-Eisenhower Era (1973).
- Ris, Ethan W. "Higher education deals in democracy: The Truman Commission Report as a political document." Change: The Magazine of Higher Learning 54.1 (2022): 17–23. online
- Savage, Sean J. Truman and the Democratic Party (1997) online
- Schoenebaum, Eleanora W. ed. Political Profiles: The Truman Years (1978) 715pp; short biographies of 435 players in national politics 1945–1952.
- Sitkoff, Harvard. "Harry Truman and the election of 1948: The coming of age of civil rights in American politics." Journal of Southern History 37.4 (1971): 597–616 online.
- Stebbins, Phillip E. "Truman and the Seizure of Steel: A Failure in Communication." The Historian 34.1 (1971): 1–21 online.
- Swanson, Charles E., James Jenkins, and Robert L. Jones. "President Truman Speaks: A Study of Ideas vs. Media." Journalism Quarterly 27.3 (1950): 251–262.

#### Política externa e militar
- Acheson, Dean. Present at the Creation: My Years in the State Department (1969), a major primary source. online
- Anderson Terry H. The United States, Great Britain, and the Cold War, 1944–1947. (1981)
- Beisner, Robert L. Dean Acheson: A Life in the Cold War (2015) online, a major scholarly study
- Blomstedt, Larry (2015). Truman, Congress, and Korea: The Politics of America's First Undeclared War. U Press of Kentucky. pp. 33–38. ISBN 9780813166124.
- Casey, Steven (2005). "Selling NSC-68: The Truman Administration, Public Opinion, and the Politics of Mobilization, 1950-51" (PDF). Diplomatic History. 29 (4): 655–690. doi:10.1111/j.1467-7709.2005.00510.x.
- Congressional Quarterly. Congress and the Nation 1945–1964 (1965), Highly detailed and factual coverage of foreign and defense policy; pp 89–334; online
- Dobbs, Michael. Six Months in 1945: FDR, Stalin, Churchill, and Truman—from World War to Cold War (2012) popular narrative
- Dudziak, Mary L. (2011). Cold War Civil Rights. doi:10.1515/9781400839889. ISBN 9781400839889.
- Falk, Stanley L. (1964). "The National Security Council Under Truman, Eisenhower, and Kennedy". Political Science Quarterly. 79 (3): 403–434. doi:10.2307/2145907. JSTOR 2145907.
- Freda, Isabelle. "Screening Power: Harry Truman and the Nuclear Leviathan" Comparative Cinema 7.12 (2019): 38–52. Hollywood's take.
- Gaddis, John Lewis. Strategies of Containment: A Critical Appraisal of Postwar American National Security Policy (1982, 2nd ed 2005) online
- Gaddis, John Lewis. George F. Kennan: An American Life (2011). online
- Haas, Lawrence J. (2016). Harry and Arthur: Truman, Vandenberg, and the Partnership That Created the Free World. doi:10.2307/j.ctt1d4v19t. ISBN 9781612348346.
- Herken, Gregg. The winning weapon: The atomic bomb in the cold war, 1945–1950 (1980) online.
- Holsti, Ole (1996). Public Opinion and American Foreign Policy. U of Michigan Press.
- House, Jonathan. A Military History of the Cold War, 1944–1962 (2012) excerpt and text search
- Isaacson Walter, and Evan Thomas. The Wise Men. Six Friends and the World They Made. Acheson, Bohlen, Harriman, Kennan, Lovett, McCloy. (1986) excerpt.
- Larson, Deborah Welch. "Truman as World Leader." in Origins of Containment (Princeton University Press, 2021) pp. 126–149.
- Judis, John B. (2014). Genesis: Truman, American Jews, and the Origins of the Arab/Israeli Conflict. New York: Farrar, Straus & Giroux. ISBN 978-0-374-16109-5.
- LaFeber, Walter (2002). America, Russia, and the Cold War, 1945–2002. McGraw-Hill. ISBN 0-07-284903-7.
- Leffler, Melvyn P. For the Soul of Mankind: The United States, the Soviet Union, and the Cold War (2007)
- McFarland, Keith D. and Roll, David L. Louis Johnson and the Arming of America: The Roosevelt And Truman Years (2005)
- McGhee, George. The US-Turkish-NATO Middle East Connection: How the Truman Doctrine and Turkey's NATO Entry Contained the Soviets (Springer, 2016).
- McMahon Robert J. Dean Acheson and the Creation of an American World Order (2008)
- Maddox, Robert James. From War to Cold War: The Education of Harry S. Truman (Routledge, 2019).
- May, Ernest R. (2002). "1947-48: When Marshall Kept the U.S. Out of War in China" (PDF). The Journal of Military History. 66 (4): 1001–1010. doi:10.2307/3093261. JSTOR 3093261.
- Matray, James I., and Donald W. Boose Jr, eds. The Ashgate research companion to the Korean War (2014) excerpt.
- Merrill, Dennis (2006). "The Truman Doctrine: Containing Communism and Modernity". Presidential Studies Quarterly. 36: 27–37. doi:10.1111/j.1741-5705.2006.00284.x.
- Miscamble, Wilson D. The most controversial decision: Truman, the atomic bombs, and the defeat of Japan (Cambridge UP, 2011).
- Miscamble, Wilson D. From Roosevelt to Truman: Potsdam, Hiroshima, and the Cold War (2007)
- Moseman, Scott A. “Truman and the Formation of the Central Intelligence Agency.” Journal of Intelligence History 19#2 (2020): 149–66. https://doi.org/10.1080/16161262.2020.1774233
- Neuse, Steven. David E. Lilienthal: The Journey of an American Liberal. (University of Tennessee Press, 1996). on Atomic Energy Commission
- Offner, Arnold A. (1999). ""Another Such Victory": President Truman, American Foreign Policy, and the Cold War". Diplomatic History. 23 (2): 127–155. doi:10.1111/1467-7709.00159.
  - Offner, Arnold A. Another Such Victory: President Truman and the Cold War, 1945–1953 (Stanford University Press, 2002). online
- Paterson, Thomas G. "Presidential Foreign Policy, Public Opinion, and Congress: The Truman Years." Diplomatic History 3.1 (1979): 1–18. online
- Paterson, Thomas G. Meeting the communist threat: Truman to Reagan (Oxford UP, 1989).
- Pierpaoli, Paul G. Truman and Korea: The Political Culture of the Early Cold War (U of Missouri Press, 1999).
- Pogue, Forrest C. George C. Marshall. vol 4. Statesman: 1945–1959 (1987). online
- Sandler, Stanley (2014). Sandler, Stanley (ed.). The Korean War. doi:10.4324/9781315056265. ISBN 9781315056265.
- Schwartzberg, Steven. Democracy and US Policy in Latin America during the Truman Years (UP of Florida, 2003).
- Shaffer, Robert. "The Christian Century: Protestants Protesting Harry Truman's Cold War." Peace & Change 42.1 (2017): 93–127.
- Walton, Richard J. Henry Wallace, Harry Truman, and the cold war (Viking, 1976).
- Warren, Aiden, and Joseph M. Siracusa. "The Transition from Roosevelt to Truman." in US Presidents and Cold War Nuclear Diplomacy (Palgrave Macmillan Cham, 2021) pp. 19–34.,
- Watson, Robert P. Michael J. Devine, Robert J. Wolz, eds. The National Security Legacy of Harry S. Truman (2005)
- Weissman, Alexander D. "Pivotal politics—The Marshall Plan: A turning point in foreign aid and the struggle for democracy." History Teacher 47.1 (2013): 111–129. online, for middle and high schools

#### Historiografia
- Catsam, Derek (2008). "The Civil Rights Movement and the Presidency in the Hot Years of the Cold War: A Historical and Historiographical Assessment". History Compass. 6: 314–344. doi:10.1111/j.1478-0542.2007.00486.x. S2CID 145006108.
- Corke, Sarah-Jane (2001). "History, historians and the naming of foreign policy: A postmodern reflection on American strategic thinking during the Truman administration". Intelligence and National Security. 16 (3): 146–165. doi:10.1080/02684520412331306250. S2CID 154408227.
- Dalfiume, Richard M. "Truman and the Historians: A Review Article." Wisconsin Magazine of History 50#3 (1967), pp. 261–264 online
- Ferrell, Robert H. Harry S. Truman and the Cold War Revisionists (U of Missouri Press, 2006).
- Gaddis, John Lewis (1983). "The Emerging Post-Revisionist Synthesis on the Origins of the Cold War". Diplomatic History. 7 (3): 171–190. doi:10.1111/j.1467-7709.1983.tb00389.x. S2CID 154907275.
- Griffith, Robert. "Truman and the Historians: The Reconstruction of Postwar American History." Wisconsin Magazine of History (1975) 59#1 : 20–47. in JSTOR
- Hogan, Michael J. (1996). Hogan, Michael J (ed.). America in the World. doi:10.1017/CBO9780511609473. ISBN 9780521498074.
- Kirkendall, Richard S. The Truman period as a research field: A Reappraisal, 1972 (2nd ed. 1974; 1st ed. 1967); For major essays plus commentaries by experts, 246pp.
- Kort, Michael. "The Historiography of Hiroshima: The Rise and Fall of Revisionism." New England Journal of History 64#1 (2007): 31–48. online
- Margolies, Daniel S, ed. (2012). A Companion to Harry S. Truman. doi:10.1002/9781118300718. ISBN 9781118300718.
- Orren, Karen, and Stephen Skowronek. "Regimes and regime building in American government: A review of literature on the 1940s." Political Science Quarterly 113.4 (1998): 689–702. online
- Ris, Ethan W., and Eddie R. Cole. "Promises Made: The Truman Commission Report at 75." Peabody Journal of Education (2023): 1–4. online
- Savage, Sean J. (2012). "Truman in Historical, Popular, and Political Memory". A Companion to Harry S. Truman. pp. 7–25. doi:10.1002/9781118300718.ch1. ISBN 9781118300718.
- Smith, Geoffrey S. (1976). ""Harry, We Hardly Know You": Revisionism, Politics and Diplomacy, 1945–1954: A Review Essay". American Political Science Review. 70 (2): 560–582. doi:10.2307/1959657. JSTOR 1959657. S2CID 144330938.
- Walker, j. Samuel (2005). "Recent Literature on Truman's Atomic Bomb Decision: A Search for Middle Ground". Diplomatic History. 29 (2): 311–334. doi:10.1111/j.1467-7709.2005.00476.x. S2CID 154708989.
- Williams, Robert J. (1979). "Harry S. Truman and the American Presidency". Journal of American Studies. 13 (3): 393–408. doi:10.1017/S0021875800007428. S2CID 144817103.